# Friedhof Heerstraße

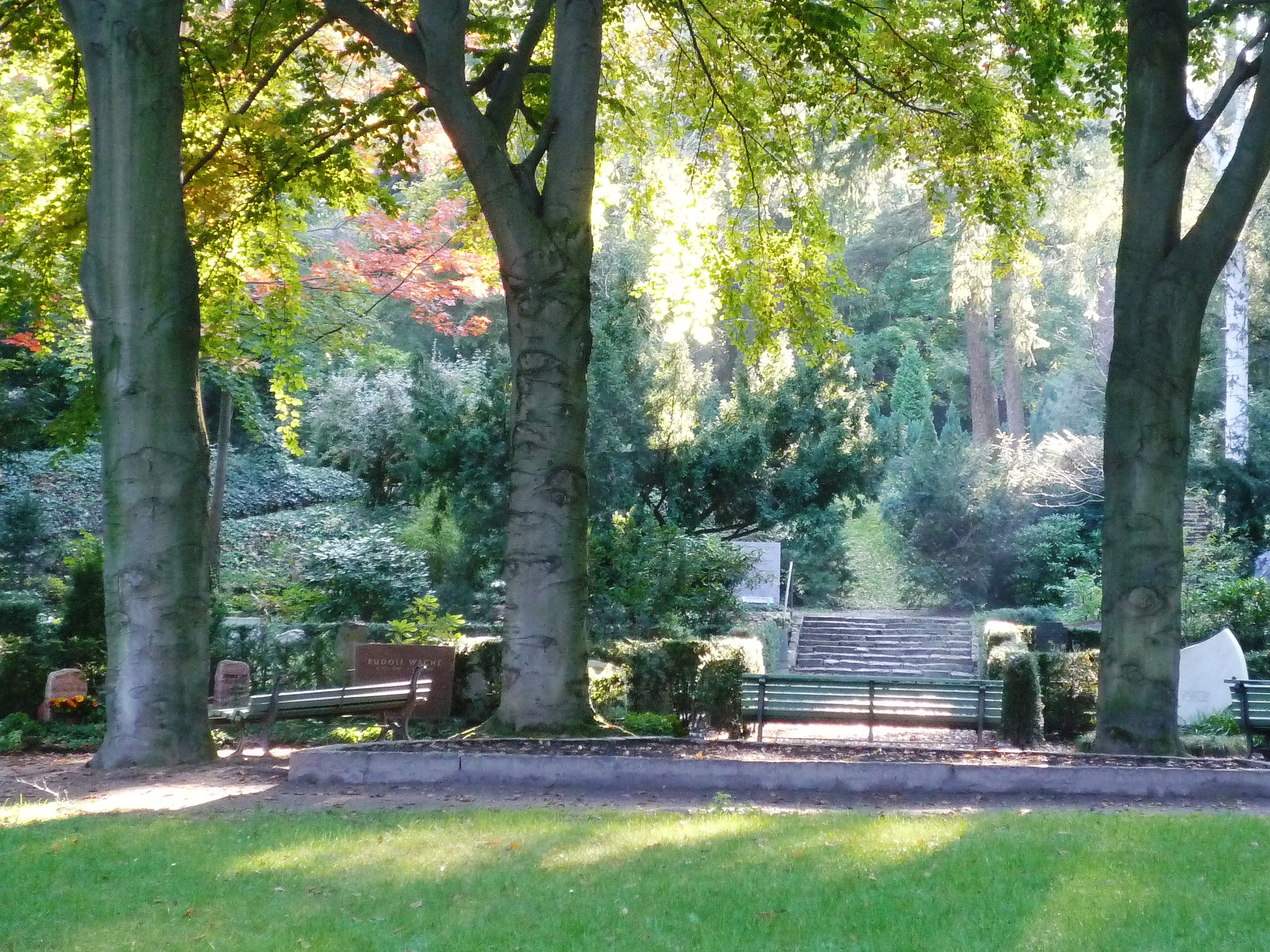
Teil des Friedhofsgeländes

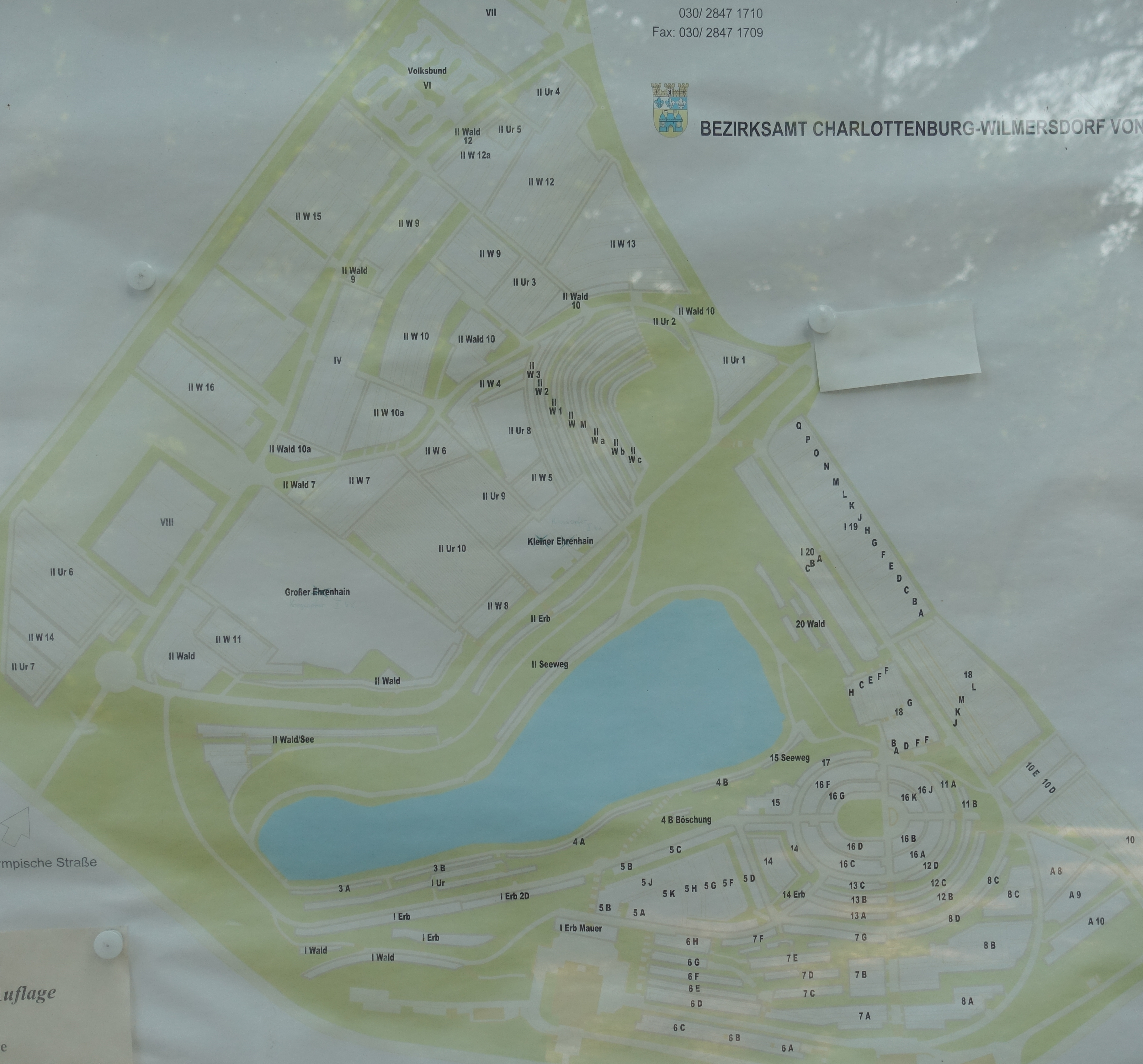
Lageplan

Der landeseigene Friedhof Heerstraße (Waldfriedhof Heerstraße) liegt im Berliner Ortsteil Westend des Bezirks Charlottenburg-Wilmersdorf. Der Park- und Waldfriedhof ist 149.650 Quadratmeter groß und gilt als Prominentenfriedhof.

## Geographische Lage
Der Friedhof Heerstraße befindet sich nicht, wie der Name vermuten lassen könnte, an der Heerstraße, sondern an der Trakehner Allee, in der Nähe des Olympiastadions. Der Name bezieht sich auf die Villenkolonie Heerstraße, für deren Bewohner dieser Friedhof von 1921 bis 1924 rund um die Mulde des Sausuhlensees terrassenförmig eingerichtet wurde.

## Friedhofsanlage

### Grundsätze

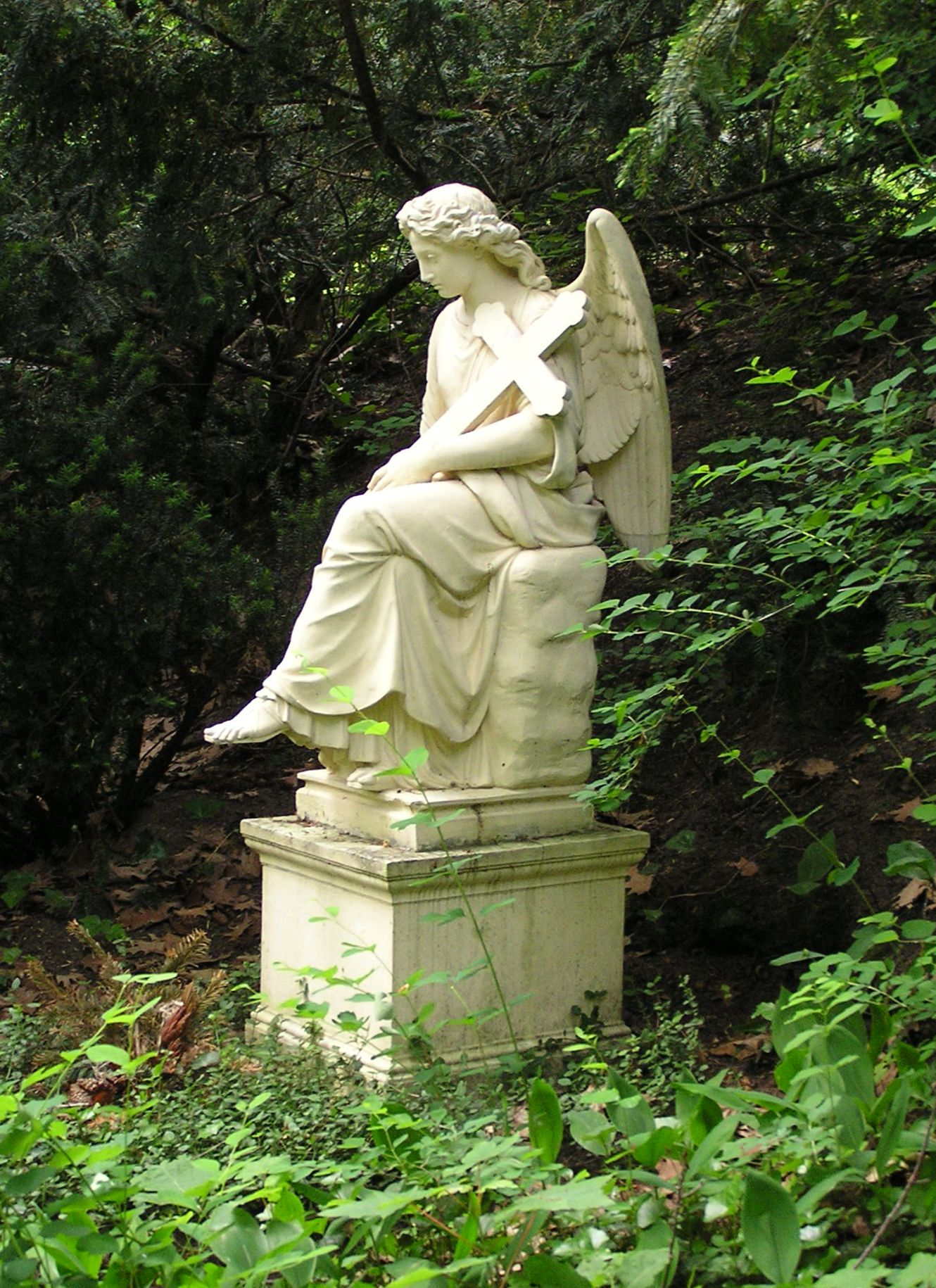
Engel auf dem Friedhof Heerstraße

Ursprünglich sollte der Friedhof zur Bestattung der verstorbenen Bewohner der in den 1910er Jahren angelegten Villenkolonie Heerstraße dienen. Hieraus resultiert auch der bis heute erhaltene Name des Friedhofs. Mit der Übernahme der Planungshoheit durch den Verband Groß-Berlin im April 1912 wurde aus der Planung eines kommunalen Friedhofs die Planung eines interkonfessionellen Friedhofs für Groß-Berlin. Die zur Friedhofsnutzung vorgesehene Forstfläche wurde deshalb von 0,6 auf 5 Hektar vergrößert. Erwin Barth, der damalige Charlottenburger Gartendirektor, nahm die Gestaltung der Friedhofsanlage in einer Mischung von Park- und Waldfriedhof vor, Erich Blunck entwarf die Gebäude.
Ein Großteil der Friedhofsfläche fällt etwa 20 Meter zum Sausuhlensee steil ab. Dieser See war in seiner heutigen Form erst bei der Anlage des Friedhofs aus zwei kleineren Tümpeln entstanden. In den Bereichen mit starkem Gefälle passte Barth die Anlage dem Gelände an, die Wege führen geschwungen zum Seeufer hinab. Im eher flachen Westteil des Friedhofs legte Barth ein Rondell an, auf das die meisten Wege sternförmig zuliefen. Der vorhandene Baumbestand, hauptsächlich Kiefern, wurde in die Gestaltung einbezogen und durch Neuanpflanzung von Laubbäumen ergänzt. Der Friedhof wurde am 7. Oktober 1924 eröffnet.

### Ausbau

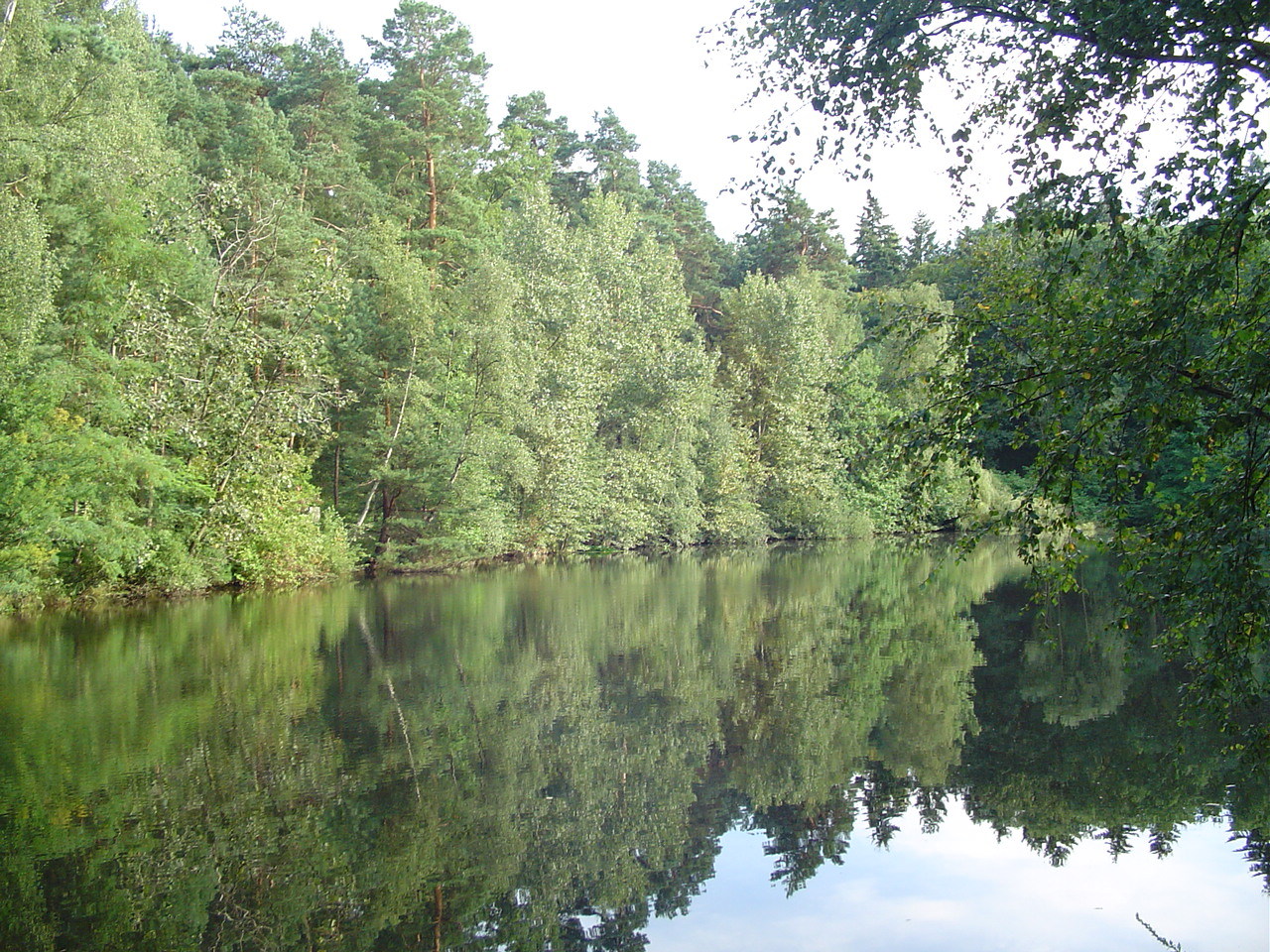
Sausuhlensee

Der Friedhof erstreckte sich bei seiner Eröffnung nur auf der Westseite des Sausuhlensees. Der Bereich östlich des Sees war jedoch bereits als Erweiterungsfläche vorgesehen. Gegenüber der Trauerhalle sollte auf der östlichen Anhöhe ein Krematorium errichtet werden. Beide Bauwerke plante man durch eine Fußgängerbrücke zu verbinden. 1935/1936 wurde die Erweiterungsplanung fallen gelassen. Die Erweiterungsfläche wurde in die Grünplanung des Reichssportfeldes einbezogen. Außerdem war der interkonfessionelle Friedhof, auf dem sich auch zahlreiche jüdische Gräber befanden, für die Nationalsozialisten ein „Dorn im Auge“.
Unmittelbar nach dem Zweiten Weltkrieg, am 13. Mai 1945, wurde der Friedhof auf der östlichen Seeseite erweitert. Die Fläche wurde damals dringend benötigt, um die Kriegstoten beerdigen zu können. Hier befinden sich zwei Kriegsgräberfelder mit 1342 Kriegsopfern.

### Heutige Nutzung
Der Friedhof Heerstraße gilt als einer der schönsten Friedhöfe Berlins. Mit 51 Ehrengrabstätten des Landes Berlin weist er mehr Ehrengräber als die Prominentenfriedhöfe Waldfriedhof Dahlem oder Waldfriedhof Zehlendorf auf. Seit dem 21. Mai 2010 (offizielle Eröffnung) existiert auf dem Friedhof eine „Gemeinschaftsgrabstätte“ des Volksbundes Deutsche Kriegsgräberfürsorge e. V. Das Grabfeld befindet sich im Bereich östlich des Sees. Es können Urnenbeisetzungen und Erdbestattungen durchgeführt werden.
Darüber hinaus gibt es Ruhegemeinschaften für „Gemeinschaftsbeisetzungen“ von Nichtmitgliedern des Volksbundes.

## Trauerhalle

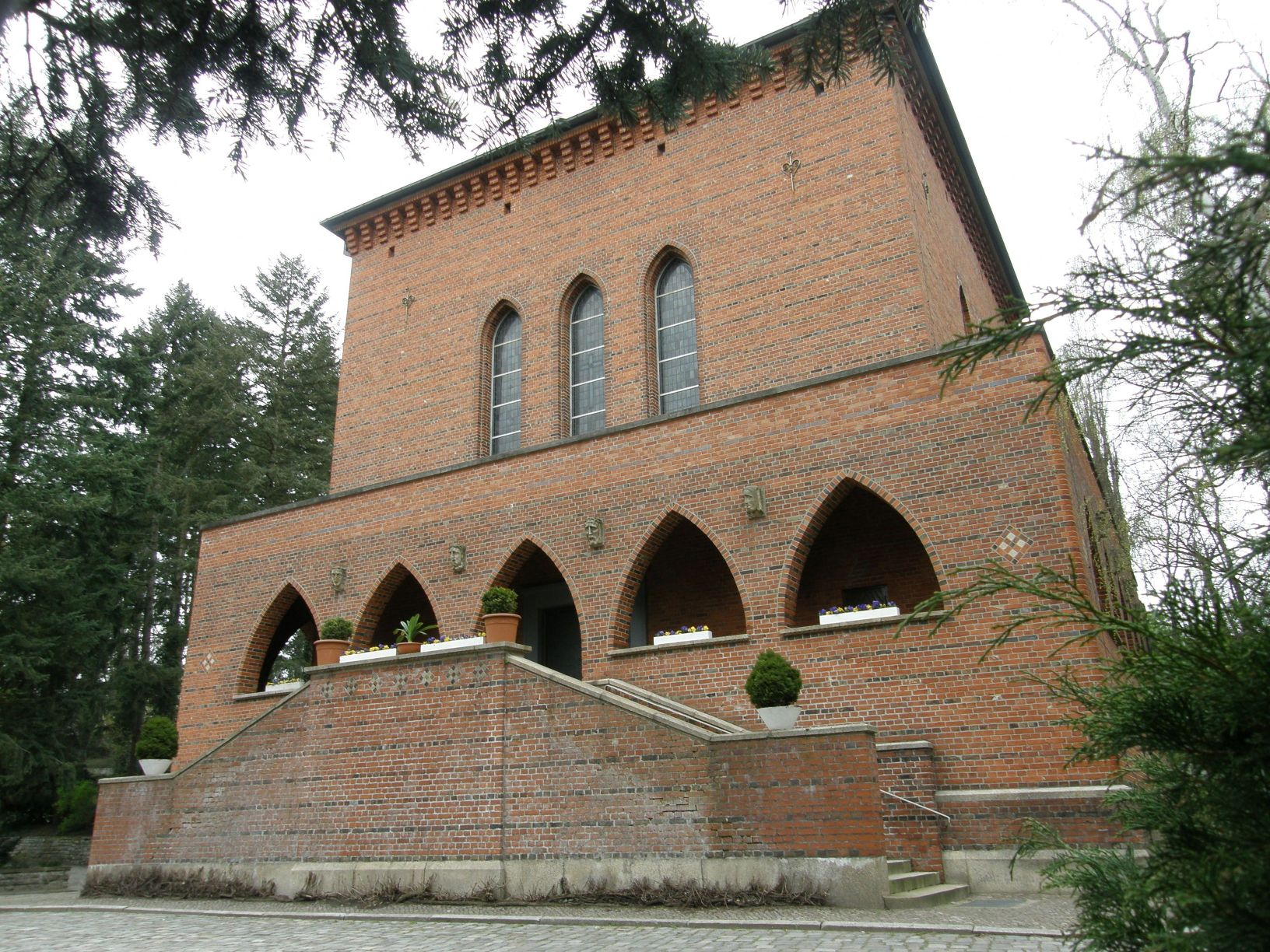
Trauerhalle

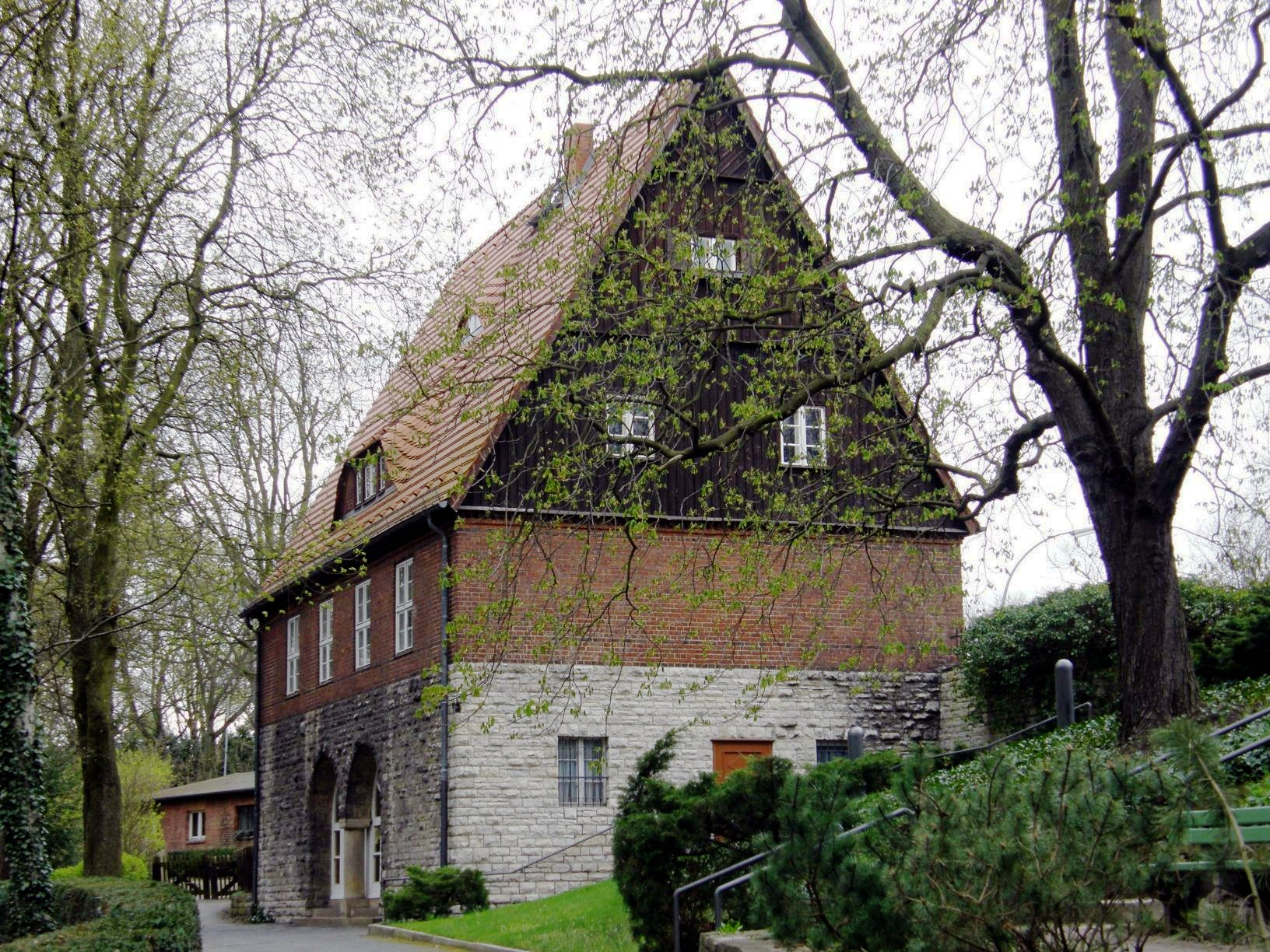
Verwaltungsgebäude

Die Trauerhalle wurde 1921–1923 nach Entwürfen von Erich Blunck errichtet. Blunck entwarf einen burgartigen Ziegelbau. Auf einem Kalksteinsockel zur Nivellierung des abfallenden Geländes erhebt sich die zweistöckige Halle. Eine zweiflügelige Freitreppe führt zum Eingang. An drei Seiten der Halle ist diese in der Höhe des Eingangs mit einem Wandelgang umgeben. Darüber erheben sich auf dem annähernd quadratischen Grundriss die fast schmucklosen zehn Meter hohen Außenwände, die durch jeweils drei schmale Fenster durchbrochen wurden. Gekrönt wurde das Gebäude durch eine etwa 15 Meter hohe, steile, konvex geschwungene und mit Biberschwänzen gedeckte Dachpyramide.
1935 wurde die Umgebung des Friedhofes für die Olympischen Spiele, die 1936 in Berlin stattfanden, umgestaltet. Das Dach der Trauerhalle, das von der Hauptzufahrtsstraße zum Reichssportfeld zu sehen war, störte die nationalsozialistischen Machthaber. Diese ließen durch den Architekten Karl Schellenberg die Trauerhalle umgestalten, der wiederum den ursprünglichen Architekten Blunck zu dieser Arbeit hinzuzog. Das hohe Dach wurde durch ein flaches Zeltdach ersetzt, die Rundbögen im Umgang wurden durch Spitzbögen ersetzt, Wände und Fenster wurden schlichter gehalten. Als Schmuckelemente wurden zwischen den Bögen des Umgangs Relief-Köpfe des Bildhauers Paul Wynand angebracht. Sie stellen die verschiedenen Lebensalter und Helden der Heilsgeschichte dar.
Die Trauerhalle wurde im Zweiten Weltkrieg schwer beschädigt und 1948 im Zustand von 1936 wieder aufgebaut.

## Verwaltungsgebäude, Blumenhalle und Portal
Als Zugang schuf Erich Blunk ein Ensemble aus Verwaltungsgebäude, Blumenhalle und Portal als Ziegelbauten. Portal und Blumenhalle standen sich gegenüber und wiesen gleiche Umrisse auf. Das Portal ist nicht mehr vorhanden, die Blumenhalle nur in stark veränderter Form. Das Verwaltungsgebäude im Landhausstil mit hohem Satteldach präsentiert sich noch heute weitgehend im ursprünglichen Zustand.

## Beigesetzte Persönlichkeiten
| Name                                          | Geburtsjahr | Sterbejahr | Beruf/Wirken | Ehrengrab           | Grablage           | Foto des Grabes | Bemerkungen |
| --------------------------------------------- | ----------- | ---------- | --- | ------------------- | ------------------ | --------------- | --- |
| Alfred Abel                                   | 1879        | 1937       | Schauspieler |                     |                    |                 | nicht erhalten |
| Richard Ackermann                             | 1869        | 1930       | Marineoffizier, Konteradmiral |                     |                    |                 | nicht erhalten |
| Bernt Ahrenholz                               | 1953        | 2019       | Germanist, Sprachwissenschaftler, Sprachdidaktiker                                                                                   |                     |                    | Foto            | |
| Wilhelm Ahrens                                | 1878        | 1956       | Drucker, Krankenkassenfunktionär, Kommunalpolitiker (SPD), Stadtrat, Stadtverordneter, Stadtältester                                 | x                   | II-W12-23          | Foto            | |
| Günther Altenburg                             | 1940        | 2017       | Diplomat, Ministerialdirektor im Auswärtigen Amt                                                                                     |                     | II-W13-161/162     | Foto            | |
| Michael Althen                                | 1962        | 2011       | Filmkritiker, Dokumentarfilmer |                     | 16-C-9/10          | Foto            | |
| Charles Amberg                                | 1894        | 1946       | Operetten- und Schlagertexter |                     | II W3/5            |                 | nicht erhalten |
| Günter Anlauf                                 | 1924        | 2000       | Bildhauer, Grafiker | seit 2020           | 3-B-5              | Foto            | Grabstein mit von Anlauf selbst geschaffener Skulptur |
| Conrad Ansorge                                | 1862        | 1930       | Komponist, Pianist, Musikpädagoge | 1958–2013           | 19-G-21/22/23      | Foto            | |
| Jakob Arjouni                                 | 1964        | 2013       | Schriftsteller |                     | II-W2-18/19        | Foto            | |
| Hermann Bamberg                               | 1846        | 1928       | Unternehmer, Wirtschaftsverbandsfunktionär, Kommunalpolitiker, Stadtverordneter, Ehrenbürger Berlins                                 | x                   | 5-D-1              | Foto            | |
| Ottomar Batzel                                | 1900        | 1971       | Politiker (Zentrum, CDU), Mitglied des Abgeordnetenhauses                                                                            |                     |                    |                 | |
| Arnold Bauer                                  | 1909        | 2006       | Schriftsteller, Kunstkritiker, Widerstandskämpfer                                                                                    |                     | 10-D-17            | Foto            | |
| Reinhard Baumgart                             | 1929        | 2003       | Schriftsteller, Literatur- und Theaterkritiker, Publizist                                                                            |                     | 11-A-6/7           | Foto            | |
| Gerhard Becker                                | 1919        | 1973       | Komponist, Arrangeur, Dirigent |                     |                    | Foto            | |
| Marcus Behmer                                 | 1879        | 1958       | Grafiker, Illustrator, Maler | 1991–2011 seit 2018 | 8-C-54             | Foto            | |
| Hans-Joachim Behrendt                         | 1955        | 2023       | Musiker (Schlagzeuger Ideal) |                     | 3-A-4              | Foto            | |
| Hans Beitz                                    | 1917        | 1992       | Politiker (CDU), Mitglied des Abgeordnetenhauses                                                                                     |                     | II-Ur 2-10         | Foto            | |
| Henry Bender                                  | 1867        | 1935       | Schauspieler |                     | 16-F-43            | Foto            | |
| Hans Benninghaus                              | 1935        | 2007       | Soziologe, Hochschullehrer |                     | II-Seeweg-29       | Foto            | |
| Arnold Berliner                               | 1862        | 1942       | Physiker, Publizist | seit 1980           | 18-F-12            | Foto            | |
| Gertrud Bindernagel                           | 1894        | 1932       | Opernsängerin (Sopran) |                     |                    | Foto            | nicht erhalten |
| Werner Blanke                                 | 1944        | 2016       | Basketball-Schiedsrichter, Oboist bei den Berliner Philharmonikern                                                                   |                     |                    |                 | |
| Leo Blech                                     | 1871        | 1958       | Komponist, Dirigent, Musikpädagoge, Generalmusikdirektor der Staatsoper Unter den Linden und der Städtischen Oper Berlin             | 1958–2013           | 20-Wald-1e         | Foto            | gemeinsam mit seiner Gattin Martha Blech-Frank; Grab Anfang 2013 aufgelöst, Grabstein als Gedenkstein nahe dem ursprünglichen Standort wiedererrichtet                     |
| Martha Blech-Frank                            | 1871        | 1962       | Opernsängerin (Sopran) |                     | 20-Wald-1e         | Foto            | gemeinsam mit ihrem Gatten Leo Blech; Grab Anfang 2013 aufgelöst, Grabstein als Gedenkstein nahe dem ursprünglichen Standort wiedererrichtet                               |
| Kläre Bloch                                   | 1908        | 1988       | Taxifahrerin, versteckte Juden vor den Nationalsozialisten                                                                           | seit 2020           | 1-Erb.-Mauer       | Foto            | |
| Werner Bloch                                  | 1890        | 1973       | Philologe, Pädagoge, Politiker (SPD), Mitglied des Abgeordnetenhauses, Stadtältester                                                 | x                   | 18-L-51            | Foto            | |
| Ulrike Blome                                  | 1944        | 2021       | Schauspielerin |                     | II-Ur 2-18         | Foto            | |
| Horst Blomeyer-Bartenstein                    | 1918        | 2007       | Jurist, Diplomat, Botschafter |                     |                    | Foto            | |
| Rainer Bloß                                   | 1946        | 2015       | Keyboarder, Synthesizer |                     | 18-E-16            | Foto            | |
| Eberhard Blum                                 | 1940        | 2013       | Flötist, Sprachperformer, Künstler                                                                                                   |                     |                    |                 | |
| Elfried Bock                                  | 1875        | 1933       | Kunsthistoriker, Direktor des Kupferstichkabinetts Berlin                                                                            |                     |                    |                 | nicht erhalten |
| Michael Bohnen                                | 1887        | 1965       | Opernsänger (Bassbariton), Schauspieler                                                                                              | 1984–2005           | 18-B-9             | Foto            | |
| Gerhard Bohner                                | 1936        | 1992       | Tänzer, Choreograf, Pionier des deutschen Tanztheaters                                                                               |                     | 4-A-20             |                 | |
| Karl Bonhoeffer                               | 1868        | 1948       | Neurologe, Psychiater, Hochschullehrer                                                                                               | seit 1984           | II-W12-286/287     | Foto            | |
| Heinz Joachim Bonk                            | 1935        | 2019       | Jurist, Richter am Bundesverwaltungsgericht                                                                                          |                     | 5-H-30             | Foto            | |
| Jürgen Bortz                                  | 1943        | 2007       | Statistiker, Psychologe, Hochschullehrer                                                                                             |                     | 15-157             | Foto            | |
| Alfred Braun                                  | 1888        | 1978       | Reporter, Schauspieler, Drehbuchautor, Hörspielregisseur, Gründungsintendant des SFB                                                 | seit 1990           | 18-K-102           | Foto            | |
| Mark Braun                                    | 1962        | 2008       | Architekt |                     | 20-Wald-6a/b       | Foto            | |
| Josef Brix                                    | 1859        | 1943       | Architekt, Stadtplaner, Hochschullehrer                                                                                              |                     |                    |                 | nicht erhalten |
| Ferdinand Bruckner                            | 1891        | 1958       | Schriftsteller, Gründer und erster Leiter des Renaissance-Theaters                                                                   | seit 1960           | 20-Wald-1f         | Foto            | |
| Hans Bruhn                                    | 1901        | 1978       | Kommunalpolitiker (CDU), Bürgermeister des Bezirks Charlottenburg                                                                    |                     |                    |                 | nicht erhalten |
| Jens Brüning                                  | 1946        | 2011       | Journalist |                     |                    | Foto            | |
| Erich Buchholz                                | 1891        | 1972       | Maler, Grafiker, Architekt | 1987–2009           | II-Ur 10-7-2       | Foto            | |
| Horst Buchholz                                | 1933        | 2003       | Schauspieler, Synchronsprecher | seit 2010           | I-Wald-2           | Foto            | |
| Herbert Buhtz                                 | 1911        | 2006       | Rudersportler, Sportfunktionär, Zahnmediziner                                                                                        |                     | IV-1-48            | Foto            | |
| Wolfgang Büsch                                | 1929        | 2012       | Jurist, Politiker (SPD), Mitglied des Abgeordnetenhauses, Innensenator                                                               |                     | II-Seeweg–16c      | Foto            | |
| Joachim Cadenbach                             | 1925        | 1992       | Schauspieler, Synchronsprecher, TV-Moderator, Autor                                                                                  |                     | 10-284             | Foto            | |
| Alfred Cassirer                               | 1875        | 1932       | Ingenieur, Unternehmer, Kunstsammler                                                                                                 |                     | 5-C-3              | Foto            | Grabdenkmal mit Flachrelief nach Zeichnung von August Gaul |
| Paul Cassirer                                 | 1871        | 1926       | Kunsthändler, Verleger, Schriftsteller                                                                                               | seit 1992           | 5-D-4/5            | Foto            | nahe seiner Gattin Tilla Durieux, Grabmal von Georg Kolbe |
| Richard Cassirer                              | 1868        | 1925       | Neurologe, Hochschullehrer |                     |                    |                 | nicht erhalten |
| Christian Chruxin                             | 1937        | 2006       | Grafikdesigner |                     | I-Wald-6a/6b       | Foto            | Grabdenkmal in der Gestalt eines Metallkoffers auf Sockel |
| Peter Czerwinski                              | 1944        | 2021       | Germanist, Hochschullehrer |                     |                    |                 | |
| Anna Dammann                                  | 1912        | 1993       | Schauspielerin |                     | 8-C-33/35          | Foto            | |
| Helmut Dau                                    | 1926        | 2010       | Jurist, Rechtsbibliothekar, Bibliograf                                                                                               |                     |                    | Foto            | |
| Theodor Däubler                               | 1876        | 1934       | Schriftsteller, Kunstkritiker, Publizist                                                                                             | seit 1958           | 16-B-20            | Foto            | Grabplatte mit Inschriften geschaffen von Wilhelm Wulff |
| Jacob Degen                                   | 1900        | 1940       | Kaufmann, Opfer des Holocaust, sein Schicksal wurde beschrieben in den Memoiren des Sohnes Michael Degen                             |                     |                    |                 | nicht erhalten |
| Alexander Dehms                               | 1904        | 1979       | Widerstandskämpfer, Politiker (SPD), Mitglied des Abgeordnetenhauses, Stadtältester                                                  | x                   | II-Ur 3-186        | Foto            | |
| Friedrich Christian Delius                    | 1943        | 2022       | Schriftsteller, Georg-Büchner-Preisträger                                                                                            |                     |                    | Foto            | |
| Rudolf Deman                                  | 1880        | 1960       | Violinist, Konzertmeister, Musikpädagoge, Hochschullehrer                                                                            |                     | 19-N-26/27         | Foto            | gemeinsam mit seiner Gattin Frida Deman-Leider |
| Frida Deman-Leider                            | 1888        | 1975       | Opernsängerin (Sopran), Musikpädagogin, Hochschullehrerin                                                                            | seit 1978           | 19-N-26/27         | Foto            | gemeinsam mit ihrem Gatten Rudolf Deman |
| August Denicke                                | 1863        | 1928       | Bauingenieur, Reichsbahndirektionspräsident                                                                                          |                     |                    |                 | nicht erhalten |
| Hans Deppe                                    | 1897        | 1969       | Schauspieler, Filmregisseur und Filmproduzent                                                                                        |                     |                    |                 | |
| Alfred Dickersbach                            | 1931        | 2021       | Verwaltungsjurist, Richter am Bundesverwaltungsgericht                                                                               |                     |                    | Foto            | |
| Robert Dinesen                                | 1874        | 1972       | Schauspieler, Regisseur |                     | II-Ur 6-347        | Foto            | gemeinsam mit seiner Gattin Margarete Schön |
| Wolf Donner                                   | 1939        | 1994       | Filmkritiker, Festivalleiter der Berlinale                                                                                           |                     | II-Wald-7          | Foto            | |
| Günter von Drenkmann                          | 1910        | 1974       | Jurist, Präsident des Kammergerichts, starb bei einem Entführungsversuch der Bewegung 2. Juni                                        | seit 1975           | 20-C-45/46         | Foto            | |
| Bill Drews                                    | 1870        | 1938       | Jurist, Hochschullehrer, preußischer Innenminister, Präsident des Preußischen Oberverwaltungsgerichts                                | 1987–2009           | 16-A-20/21         | Foto            | nicht erhalten; Grabstein als Gedenkstein im Feld 11a wieder aufgestellt                                                                                                   |
| Annemarie Dührssen                            | 1916        | 1998       | Internistin, Psychiaterin, Psychotherapeutin, Fachpublizistin, Hochschullehrerin                                                     |                     | II-Ur 6-522        | Foto            | |
| Tilla Durieux                                 | 1880        | 1971       | Schauspielerin, Hörspielsprecherin                                                                                                   | seit 1971           | 5-C-3/4            | Foto            | nahe ihrem Gatten Paul Cassirer |
| Werner Düttmann                               | 1921        | 1983       | Architekt, Stadtplaner, Maler, Senatsbaudirektor, Hochschullehrer                                                                    |                     | II-W12-A-20        | Foto            | |
| Fritz Dylong                                  | 1894        | 1965       | Kommunalpolitiker (SPD), Stadtältester                                                                                               | x                   | 18-L-99            | Foto            | |
| August Ebeling                                | 1859        | 1935       | Physiker, Ingenieur |                     |                    | Foto            | |
| Elisabeth Ebeling                             | 1946        | 2020       | Schauspielerin |                     |                    |                 | |
| Alexander Ecklebe                             | 1904        | 1983       | Komponist |                     | II W6-15           |                 | |
| Edmund Edel                                   | 1863        | 1934       | Werbegrafiker, Karikaturist, Illustrator, Schriftsteller, Filmregisseur                                                              |                     |                    |                 | nicht erhalten |
| Rolf Eden                                     | 1930        | 2022       | Geschäftsmann, Nachtclubbesitzer und gelegentlicher Schauspieler                                                                     |                     | 14-44/45           | Foto            | |
| Edyth Edwards                                 | 1898        | 1956       | Schauspielerin | 1987–2009           | 15-164             | Foto            | Grabplatte aus griechischem Marmor nach Entwurf von Richard Scheibe mit Inschrift von Johannes Boehland und Bronzerelief von Harald Haacke                                 |
| Leonore Ehn                                   | 1888        | 1978       | Schauspielerin | seit 1997           | 18-B-5             | Foto            | |
| Johanna Elbauer                               | 1940        | 2015       | Schauspielerin |                     | 16-G-33            | Foto            | |
| Julius Elias                                  | 1861        | 1927       | Kunstsammler, Kunsthistoriker und -kritiker, Publizist                                                                               |                     |                    |                 | nicht erhalten |
| Rudolf Elvers                                 | 1924        | 2011       | Musikwissenschaftler und -kritiker, Bibliothekar                                                                                     |                     | 19-E               | Foto            | |
| Alexander Engel                               | 1902        | 1968       | Schauspieler |                     | II-Ur 3-161        |                 | nicht erhalten |
| Karl Etlinger                                 | 1879        | 1946       | Schauspieler |                     |                    |                 | nicht erhalten |
| Rudolf Feistmann                              | 1908        | 1950       | Journalist |                     | 3-A-13             | Foto            | |
| Manina Ferreira-Erlenbach                     | 1965        | 2019       | Journalistin, Fernsehmoderatorin |                     |                    |                 | |
| Otto Feuerlein                                | 1863        | 1930       | Physiker, Elektrotechniker, Pionier der Glühlampen-Herstellung                                                                       |                     |                    | Foto            | gemeinsam mit seinem Schwiegersohn Hermann Funke |
| Erich Fiedler                                 | 1901        | 1981       | Schauspieler, Synchronsprecher |                     | II-Ur 6-106        | Foto            | |
| Dietrich Fischer-Dieskau                      | 1925        | 2012       | Sänger, Musikschriftsteller, Dirigent, Hochschullehrer, Ehrenbürger Berlins                                                          | x                   | 8-C-52/53          | Foto            | |
| Victor Foitzick                               | 1877        | 1952       | Jurist, Präsident des Oberverwaltungsgerichts Berlin                                                                                 |                     | 8-C-53             |                 | nicht erhalten |
| Max J. Friedländer                            | 1867        | 1958       | Kunsthistoriker, Direktor der Gemäldegalerie und des Kupferstichkabinett Berlin                                                      | seit 2001           | Erb. 2-D-15        | Foto            | |
| Karl Frik                                     | 1878        | 1944       | Röntgenologe, Hochschullehrer |                     | II-W14-U-7         | Foto            | |
| Hermann Funke                                 | 1884        | 1970       | Ingenieur, Manager, Wirtschaftswissenschaftler, Hochschullehrer                                                                      |                     |                    | Foto            | gemeinsam mit seinem Schwiegervater Otto Feuerlein |
| Klaus Germann                                 | 1938        | 2020       | Geologe, Hochschullehrer |                     |                    | Foto            | |
| Norbert Gescher                               | 1938        | 2021       | Schauspieler, Rezitator, Synchronsprecher, Sohn von Muschelkalk Ringelnatz                                                           |                     | II-W-G-6           | Foto            | |
| Albert Gessner                                | 1868        | 1953       | Architekt, Hochschullehrer |                     | II-Wald-9-2        | Foto            | |
| Henning Gissel                                | 1942        | 2012       | Schauspieler, Synchronsprecher |                     | II-W9-281          | Foto            | |
| Vadim Glowna                                  | 1941        | 2012       | Schauspieler, Regisseur, Drehbuchautor, Filmproduzent, Hörspielsprecher                                                              |                     | 8-D-18             | Foto            | |
| Gisela Gneist                                 | 1930        | 2007       | SMT-Verurteilte, Vorsitzende der „Arbeitsgemeinschaft Lager Sachsenhausen 1945–1950“                                                 |                     |                    |                 | |
| Paul Goetsch                                  | 1867        | 1932       | Konsularbeamter, Diplomat |                     |                    |                 | nicht erhalten |
| Curt Goetz                                    | 1888        | 1960       | Schauspieler, Schriftsteller, Regisseur                                                                                              | seit 1984           | 16-G-11/12         | Foto            | gemeinsam mit seiner Gattin Valerie von Martens |
| Wolfgang Goetz                                | 1885        | 1955       | Schriftsteller |                     | 5-F-20/21          |                 | |
| Alexander Gonda                               | 1905        | 1977       | Bildhauer, Grafiker, Schriftsteller, Hochschullehrer                                                                                 |                     | I-Ur-53            |                 | nicht erhalten |
| Rolf von Goth                                 | 1906        | 1981       | Schauspieler, Regisseur, Lektor, Schriftsteller                                                                                      |                     | II-Ur 3-219        | Foto            | |
| Walther Gothan                                | 1879        | 1954       | Geologe, Paläobotaniker, Hochschullehrer                                                                                             |                     | II-W10-134h        | Foto            | |
| Karl Dietrich Gräwe                           | 1937        | 2019       | Dramaturg |                     | II-Ur 8-237        | Foto            | |
| Alfred Grazioli                               | 1940        | 2018       | Architekt, Hochschullehrer |                     |                    | Foto            | |
| Uwe Gronostay                                 | 1939        | 2008       | Chordirigent, Komponist, Musikpädagoge, Hochschullehrer                                                                              |                     | II-W13-104/105     | Foto            | |
| Anneliese Groscurth                           | 1910        | 1996       | Ärztin, Widerstandskämpferin | seit 2020           | I-Erb.-Mauer       | Foto            | gemeinsam mit ihrem Gatten Georg Groscurth |
| Georg Groscurth                               | 1904        | 1944       | Arzt, Widerstandskämpfer, als Mitglied der Widerstandsgruppe Europäische Union vom NS-Staat hingerichtet                             | seit 2020           | I-Erb.-Mauer       | Foto            | gemeinsam mit seiner Gattin Anneliese Groscurth |
| George Grosz                                  | 1893        | 1959       | Maler, Grafiker, Karikaturist | seit 1960           | 16-B-19            | Foto            | |
| Ernst Grumach                                 | 1902        | 1967       | Philologe, Literaturwissenschaftler, Hochschullehrer                                                                                 |                     |                    |                 | |
| Wolfgang Gruner                               | 1926        | 2002       | Kabarettist (Die Stachelschweine), Schauspieler, Synchronsprecher                                                                    | seit 2010           | II-W10-88/89       | Foto            | |
| Käthe Haack                                   | 1897        | 1986       | Schauspielerin | seit 2018           | 16-J-27            | Foto            | gemeinsam mit ihrer Tochter Hannelore Schroth |
| Volkmar Haase                                 | 1930        | 2012       | Bildhauer |                     | 8-B-123/125        | Foto            | Grabdenkmal von Haase selbst gestaltet |
| François Haby                                 | 1861        | 1938       | Unternehmer in der Kosmetikbranche, Hoffriseur Kaiser Wilhelms II.                                                                   |                     | 4-A-64             | Foto            | vom Alten St.-Matthäus-Friedhof zum Südwestfriedhof Stahnsdorf und von dort hierher umgebettet; Grabstele mit Bronzerelief einer Trauernden                                |
| Sarah Haffner                                 | 1940        | 2018       | Malerin, Autorin |                     |                    | Foto            | |
| Ottokar Hahn                                  | 1934        | 2020       | Politiker (SPD) |                     | II-Ur 10-14        | Foto            | |
| Will Halle                                    | 1905        | 1969       | Zeichner, Bildhauer |                     | I-Ur 6-28          | Foto            | |
| Richard Hamann-Mac Lean                       | 1908        | 2000       | Kunsthistoriker, Hochschullehrer |                     |                    | Foto            | |
| Wolfgang Haney                                | 1924        | 2017       | Numismatiker, Überlebender des Holocaust, Sammler antisemitischer Propaganda                                                         |                     | 12-C-6             | Foto            | |
| Thea von Harbou                               | 1888        | 1954       | Schriftstellerin, Drehbuchautorin, Regisseurin                                                                                       | seit 1980           | 6-H-10             | Foto            | |
| Maximilian Harden                             | 1861        | 1927       | Publizist, Journalist, Kritiker | 1990–2014           | 8-C-10             | Foto            | |
| Walter Harlan                                 | 1867        | 1931       | Schriftsteller, Dramaturg |                     |                    |                 | nicht erhalten |
| Paul Hart                                     | 1884        | 1970       | Verwaltungsbeamter, Politiker, Senatsdirektor                                                                                        |                     | II-W12-39          | Foto            | |
| Ulrich Härter                                 | 1925        | 2016       | Maler, Hochschullehrer |                     | II-W1-47           | Foto            | |
| Arnold Hasse                                  | 1873        | 1933       | Verwaltungsjurist, Oberbürgermeister von Glogau                                                                                      |                     | 8-C-61             | Foto            | |
| Wolfgang Heckmann                             | 1946        | 2019       | Psychologe, Hochschullehrer |                     |                    |                 | |
| Hans Heilmann                                 | 1859        | 1930       | Kunstjournalist, Autor |                     |                    |                 | nicht erhalten |
| Wilhelm Heim                                  | 1906        | 1997       | Chirurg, Standespolitiker, Hochschullehrer                                                                                           |                     | 8-B-3/3a           | Foto            | |
| Maren Heinzerling                             | 1938        | 2021       | Diplom-Ingenieurin; förderte die Teilhabe von Frauen in technisch-naturwissenschaftlichen Berufen                                    |                     |                    |                 | |
| Alfred Helberger                              | 1871        | 1946       | Maler | seit 1956           | 20-C-12/13         | Foto            | |
| Rudolf Helm                                   | 1872        | 1966       | Klassischer Philologe, Hochschullehrer                                                                                               |                     | II-Ur 3-144        | Foto            | |
| Mod Helmy                                     | 1901        | 1982       | Arzt, Gerechter unter den Völkern |                     | II-Ur 7-184        | Foto            | |
| Rudolf Heltzel                                | 1907        | 2005       | Maler, Bildhauer |                     | 4-A-51             | Foto            | von Heltzel selbst geschaffenes Grabkruzifix |
| Frieda Hempel                                 | 1884        | 1955       | Opernsängerin (Sopran) |                     | I-Erb.-12          | Foto            | |
| Jo Herbst                                     | 1928        | 1980       | Kabarettist (Die Stachelschweine), Schauspieler, Texter                                                                              |                     | 7-G-13/14          | Foto            | |
| Sebastian Herkommer                           | 1933        | 2004       | Sozial- und Wirtschaftswissenschaftler, Hochschullehrer                                                                              |                     |                    | Foto            | |
| Klaus Herm                                    | 1925        | 2014       | Schauspieler, Hörspielsprecher |                     | II-M-27            | Foto            | |
| Paul Herrmann                                 | 1864        | 1946       | Maler, Radierer |                     | II-Wald            | Foto            | nicht erhalten |
| Joachim Jens Hesse                            | 1942        | 2018       | Staats-, Politik- und Verwaltungswissenschaftler, Hochschullehrer                                                                    |                     |                    | Foto            | |
| Hermine Heusler-Edenhuizen                    | 1872        | 1955       | Medizinerin, erste niedergelassene Frauenärztin in Deutschland                                                                       |                     |                    |                 | nicht erhalten |
| Götz Heymann                                  | 1935        | 2025       | Szenenbildner, Filmarchitekt |                     |                    |                 | |
| Hilde Hildebrand                              | 1897        | 1976       | Schauspielerin, Sängerin |                     | 6-F-12             | Foto            | |
| Werner E. Hintz                               | 1907        | 1985       | Schriftsteller, Hörspiel- und Drehbuchautor                                                                                          |                     | 16-B-14            | Foto            | |
| Heinz Hoefer                                  | 1915        | 2013       | Kommunalpolitiker (SPD), Bürgermeister des Bezirks Steglitz                                                                          |                     |                    | Foto            | |
| Robert Hoeniger                               | 1855        | 1929       | Historiker, Sachbuchautor, Publizist, Hochschullehrer                                                                                |                     |                    |                 | nicht erhalten |
| Paul Höffer                                   | 1895        | 1949       | Komponist, Musikpädagoge, Hochschullehrer                                                                                            |                     | II-W12-245         | Foto            | |
| Konrad Hoffmann                               | 1938        | 2007       | Kunsthistoriker, Hochschullehrer |                     | I-W13-167/168      | Foto            | gemeinsam mit seiner Gattin Kathrin Hoffmann-Curtius |
| Kathrin Hoffmann-Curtius                      | 1937        | 2023       | Kunsthistorikerin, Geschlechterforscherin                                                                                            |                     | I-W13-167/168      | Foto            | gemeinsam mit ihrem Gatten Konrad Hoffmann |
| Karl Hofmann                                  | 1870        | 1940       | Chemiker, Hochschullehrer |                     | 20-A-59            |                 | nicht erhalten |
| Friedrich Holl                                | 1949        | 2019       | Wirtschaftsinformatiker, Hochschullehrer                                                                                             |                     | 10-D-47/48         | Foto            | |
| Felix Hollaender                              | 1867        | 1931       | Schriftsteller, Dramaturg, Theaterkritiker, Regisseur                                                                                |                     | 3-B-29/30          | Foto            | |
| Walter Höllerer                               | 1922        | 2003       | Schriftsteller, Literaturkritiker, Literaturwissenschaftler, Hochschullehrer                                                         |                     | 16-D-7/8           | Foto            | |
| Claus Holm                                    | 1918        | 1996       | Schauspieler, Synchronsprecher |                     | 20-B-1a            | Foto            | |
| Maria Holst                                   | 1917        | 1980       | Schauspielerin |                     | I-Ur-51            |                 | |
| Arno Holz                                     | 1863        | 1929       | Lyriker, Dramatiker | seit 1952           | 3-B-27/28          | Foto            | 1933 vom Friedhof Alt-Schöneberg hierher umgebettet; Grabstein mit Porträtrelief von Kurt Isenstein und Grabplatte mit Vers des Verstorbenen                               |
| Franz Ludwig Hörth                            | 1883        | 1934       | Dirigent, Regisseur, Hochschullehrer                                                                                                 |                     |                    | Foto            | gemeinsam mit dem Vater Otto Hörth; nicht erhalten |
| Otto Hörth                                    | 1842        | 1935       | Journalist, Publizist, Schriftsteller                                                                                                |                     |                    | Foto            | gemeinsam mit dem Sohn Franz Ludwig Hörth; nicht erhalten |
| Ferdinand Hüdepohl                            | 1902        | 1980       | Urologe, Chirurg, Hochschullehrer |                     | II-W12a-4          | Foto            | |
| Dieter Huhn                                   | 1935        | 2011       | Mediziner |                     | II-W5-13/14        | Foto            | |
| Carl Husemann                                 | 1898        | 1987       | Agrarwissenschaftler, Kulturtechniker, Hochschullehrer                                                                               |                     | 19-D-17/18         | Foto            | |
| Detlev Ipsen                                  | 1945        | 2011       | Soziologe, Hochschullehrer |                     | 16-G-13/14         | Foto            | |
| Hermann Jansen                                | 1869        | 1945       | Architekt, Stadtplaner, Hochschullehrer                                                                                              | seit 1980           | 7-C-20             | Foto            | |
| Curt Joël                                     | 1865        | 1945       | Jurist, Verwaltungsbeamter, Reichsjustizminister                                                                                     |                     | 6-Db-10/11         | Foto            | |
| Karl John                                     | 1905        | 1977       | Schauspieler, Hörspielsprecher |                     | 16-D-32/33         | Foto            | |
| Hans Junkermann                               | 1872        | 1943       | Schauspieler |                     |                    |                 | nicht erhalten |
| Wolfgang Kaempfer                             | 1923        | 2009       | Schriftsteller, Essayist |                     | II-W1-47           | Foto            | |
| Arthur Kahane                                 | 1872        | 1932       | Schriftsteller, Essayist |                     | 10-7               | Foto            | |
| Joachim Karnatz                               | 1921        | 1977       | Politiker (SPD), Bürgermeister vom Bezirk Tiergarten                                                                                 |                     | II-Ur              | Foto            | |
| Wolfgang Kaskeline                            | 1892        | 1973       | Regisseur, Werbegrafiker, Filmproduzent, Hochschullehrer                                                                             |                     | 18-E-58            |                 | nicht erhalten, Grabstelle nun letzte Ruhestätte des Sohnes Heinz Kaskeline                                                                                                |
| Moritz Katzenstein                            | 1872        | 1932       | Chirurg, Hochschullehrer |                     | 5-B-1a             | Foto            | |
| Thomas Leo Julius Keck                        | 1931        | 2015       | Synchronsprecher, Synchronregisseur, Drehbuchautor                                                                                   |                     | 10-D-5             | Foto            | |
| Friedrich von Kekulé                          | 1930        | 2009       | Politiker (CDU), Mitglied des Abgeordnetenhauses                                                                                     |                     | I-Erb.-3a/3b       | Foto            | |
| Ingomar von Kieseritzky                       | 1944        | 2019       | Schriftsteller |                     |                    | Foto            | |
| Christian Kirchner                            | 1944        | 2014       | Rechts- und Wirtschaftswissenschaftler, Hochschullehrer                                                                              |                     |                    | Foto            | |
| Manfred Kittlaus                              | 1937        | 2004       | Polizeibeamter, Leiter der ZERV |                     | II-W10a-48         | Foto            | |
| Michael Klar                                  | 1943        | 2023       | Grafiker, Gestalter, Hochschullehrer                                                                                                 |                     |                    | Foto            | |
| Carl-Heinz Kliemann                           | 1924        | 2016       | Maler, Grafiker, Collagekünstler |                     |                    |                 | |
| Eberhard Klitzsch                             | 1933        | 2018       | Geologe, Hochschullehrer |                     |                    | Foto            | |
| Heinz-Georg Klös                              | 1926        | 2014       | Direktor Zoo Berlin |                     |                    | Foto            | |
| Margarete Klose                               | 1899        | 1968       | Opernsängerin (Alt) |                     | I-Ur-8             | Foto            | |
| Hans-Christoph Knebusch                       | 1928        | 2006       | Kulturjournalist |                     | II-W12-85/86       | Foto            | |
| Ernst Gustav Knoll                            | 1889        | 1965       | Jurist, Senatspräsident am Bundesverwaltungsgericht                                                                                  |                     | 18 J-87            | Foto            | |
| Franz Köcher                                  | 1916        | 2002       | Altorientalist, Medizinhistoriker, Hochschullehrer                                                                                   |                     | 6-Ab-16            | Foto            | |
| Hans-Werner Kock                              | 1930        | 2003       | Journalist, Moderator der Berliner Abendschau                                                                                        |                     | 13-B-6a            | Foto            | |
| Georg Kolbe                                   | 1877        | 1947       | Bildhauer, Maler, Grafiker | seit 1990           | 2-D-4a/4g          | Foto            | von Kolbe selbst entworfene, künstlerisch bedeutende Grabanlage mit drei schlanken, hohen Stelen in expressionistischer Formensprache und vier davor liegenden Grabplatten |
| Willi Kollo                                   | 1904        | 1988       | Komponist, Autor |                     | 13-C-2             | Foto            | |
| Wolfgang Kolneder                             | 1943        | 2010       | Theaterregisseur, Dramaturg |                     | 16-K-22/23         | Foto            | |
| Adelheid Koritz-Dohrmann                      | 1935        | 1999       | Juristin, Frauenrechtlerin |                     |                    | Foto            | |
| Liselotte Köster                              | 1911        | 1987       | Tänzerin |                     | 18-L-4             | Foto            | gemeinsam mit ihrem Gatten Jockel Stahl |
| Viktor de Kowa                                | 1904        | 1973       | Schauspieler, Hörspielsprecher | seit 1980           | 16-G-29            | Foto            | gemeinsam mit seiner Gattin Michiko de Kowa-Tanaka; Grabdenkmal in Form einer Pagode, geschaffen von Richard Scheibe                                                       |
| Michiko de Kowa-Tanaka                        | 1909        | 1988       | Schauspielerin, Sängerin | 1990–2014           | 16-G-29            | Foto            | gemeinsam mit ihrem Gatten Viktor de Kowa; Grabdenkmal in Form einer Pagode, geschaffen von Richard Scheibe                                                                |
| Peter Kraske                                  | 1923        | 2019       | Theologe, Superintendent, Leiter der Kirchenkanzlei der Evangelischen Kirche der Union                                               |                     |                    | Foto            | |
| August Kraus                                  | 1868        | 1934       | Bildhauer, Medailleur | seit 1978           | 8-D-3/4            | Foto            | |
| Daniel Krencker                               | 1874        | 1941       | Architekt, Bauhistoriker, Forschungsreisender, Hochschullehrer                                                                       |                     |                    |                 | nicht erhalten |
| Kurt Krieger                                  | 1920        | 2007       | Ethnologe, Afrikanist, Direktor des Berliner Völkerkundemuseums                                                                      |                     |                    | Foto            | |
| Helmut „Fiffi“ Kronsbein                      | 1914        | 1991       | Fußballtrainer |                     | 16-J-37/38         | Foto            | |
| Frank Jürgen „Eff Jott“ Krüger                | 1948        | 2007       | Rockmusiker |                     | 4-B-Böschung-2     | Foto            | |
| Johannes Krüger                               | 1890        | 1975       | Architekt |                     | II-W12-104         | Foto            | |
| Hermann Kuckuck                               | 1903        | 1992       | Pflanzengenetiker, Züchtungsforscher, Hochschullehrer                                                                                |                     | 20-C-18            | Foto            | |
| Kate Kühl                                     | 1899        | 1970       | Schauspielerin, Kabarettistin, Chansonnière                                                                                          |                     | 8-C-65             | Foto            | |
| Friedrich Kühne                               | 1870        | 1958       | Schauspieler |                     |                    |                 | nicht erhalten |
| Wolfgang Kühne                                | 1953        | 2008       | Schauspieler, Synchronsprecher |                     | II-Ur 10-1-31      | Foto            | |
| Eduard Künneke                                | 1885        | 1953       | Komponist |                     | II-W7-71           | Foto            | gegenüber seiner Tochter Evelyn Künneke |
| Evelyn Künneke                                | 1921        | 2001       | Sängerin, Tänzerin, Schauspielerin                                                                                                   | seit 2018           | II-W7-61           | Foto            | gegenüber ihrem Vater Eduard Künneke, Einzelgrab ohne Grabstein |
| Gerdt Kutscher                                | 1913        | 1979       | Altamerikanist, Hochschullehrer |                     |                    | Foto            | |
| Clemens Lammers                               | 1882        | 1957       | Verbandsfunktionär, Lobbyist, Politiker (Zentrum)                                                                                    |                     |                    | Foto            | |
| Helene Lange                                  | 1848        | 1930       | Pädagogin, Politikerin (DDP), Vorkämpferin der deutschen Frauenbewegung                                                              | seit 1956           | 5-A-1              | Foto            | Grabstein von Ernst Gorsemann |
| Horst H. Lange                                | 1924        | 2001       | Jazzforscher |                     | 5-G-3              | Foto            | runder Grabstein, der an eine Schallplatte erinnert |
| Leopold Langstein                             | 1876        | 1933       | Kinderarzt, Direktor des Kaiserin-Auguste-Victoria-Hauses, Hochschullehrer                                                           | 1987–2009           | 18-L-197/198       | Foto            | |
| Melvin Lasky                                  | 1920        | 2004       | Publizist |                     | 16-F-32/33         | Foto            | Grabpostament in Gestalt eines Schreibtischs mit Büchern |
| Roman Legien                                  | 1927        | 2015       | Politiker (CDU), Mitglied des Abgeordnetenhauses, Bürgermeister des Bezirks Charlottenburg                                           |                     |                    | Foto            | |
| Peter Lehrecke                                | 1924        | 2010       | Architekt, Hochschullehrer |                     |                    | Foto            | |
| Wolfgang Leistenschneider                     | 1943        | 2016       | Urologe, Hochschullehrer |                     |                    | Foto            | |
| Kasia Lenhardt                                | 1995        | 2021       | Model |                     |                    | Foto            | |
| Theodor Lewald                                | 1860        | 1947       | Verwaltungsbeamter, Sportfunktionär                                                                                                  |                     | 7-C-20             | Foto            | |
| Sibylle Lewitscharoff                         | 1954        | 2023       | Schriftstellerin |                     |                    | Foto            | |
| Erwin Liek                                    | 1878        | 1935       | Mediziner, Publizist |                     |                    | Foto            | |
| Eckard Lindemann                              | 1937        | 2023       | Jurist, Kommunalpolitiker (CDU), Bürgermeister des Bezirks Charlottenburg                                                            |                     | II-Ur 3-195        | Foto            | |
| Werner Loch                                   | 1928        | 2010       | Pädagoge, Hochschullehrer |                     |                    | Foto            | |
| Sigurd Lohde                                  | 1899        | 1977       | Schauspieler |                     | 20-B-1             | Foto            | |
| Hans Lohmeyer                                 | 1881        | 1968       | Verwaltungsjurist, Oberbürgermeister von Königsberg                                                                                  |                     |                    |                 | nicht erhalten |
| Loriot, bürgerlich: Bernhard-Viktor von Bülow | 1923        | 2011       | Humorist, Zeichner, Schauspieler, Regisseur                                                                                          | seit 2020           | Erb. 2-D-3a/b/c    | Foto            | |
| Ernst Gottfried Lowenthal                     | 1904        | 1994       | Journalist, Publizist, Volkswirt |                     | 18-E-36            | Foto            | gemeinsam mit seiner Gattin Cécile Lowenthal-Hänsel |
| Cécile Lowenthal-Hensel                       | 1923        | 2012       | Historikerin, Gründerin und Direktorin der Mendelssohn-Gesellschaft                                                                  |                     | 18-E-36            | Foto            | gemeinsam mit ihrem Gatten Ernst G. Lowenthal |
| Hans Lungwitz                                 | 1881        | 1967       | Neurologe, Begründer der Psychobiologie, Schriftsteller                                                                              |                     | II-W4-Ur 8-238     | Foto            | |
| Bernd Mahr                                    | 1945        | 2015       | Mathematiker, Hochschullehrer |                     | 11-B-1             | Foto            | |
| Jörg Mahlstedt                                | 1943        | 2011       | Nuklearmediziner, Standespolitiker, Hochschullehrer                                                                                  |                     | I-Erb.-1-D         | Foto            | |
| Maria Gräfin von Maltzan                      | 1909        | 1997       | Biologin, Tierärztin, Widerstandskämpferin                                                                                           | seit 2021           | 13-C-11            | Foto            | |
| Hella Mandt-Zunker                            | 1937        | 2020       | Politikwissenschaftlerin, Hochschullehrerin                                                                                          |                     | 18-L-37            | Foto            | |
| Erich Marcks                                  | 1861        | 1938       | Historiker, Hochschullehrer |                     | 8-B-35/36          |                 | nicht erhalten |
| Hildegard Margis                              | 1887        | 1944       | Frauenrechtlerin, Autorin, Widerstandskämpferin, starb in Gestapo-Haft                                                               |                     | 6-Cb-34            | Foto            | |
| Abbas Maroufi                                 | 1957        | 2022       | Schriftsteller, Publizist |                     |                    | Foto            | |
| Valérie von Martens                           | 1894        | 1986       | Schauspielerin |                     | 16-G-11/12         | Foto            | gemeinsam mit ihrem Gatten Curt Goetz |
| Karlheinz Martin                              | 1886        | 1948       | Theater- und Filmregisseur, Drehbuchautor, Intendant des Hebbel-Theaters                                                             | 1973–2021           | II-Erb.-31         | Foto            | gemeinsam mit Ita Maximowna |
| Martin Martiny                                | 1942        | 2013       | Soziologe, Manager in der Energiebranche, Vorstandsmitglied von Vattenfall Europe                                                    |                     | 20-Wald-5a         | Foto            | |
| Ita Maximowna                                 | 1901        | 1988       | Bühnen- und Kostümbildnerin, Illustratorin                                                                                           |                     | II-Erb.-31         | Foto            | gemeinsam mit Karlheinz Martin |
| Ekkehard zur Megede                           | 1926        | 2005       | Sportjournalist, Publizist |                     | II-Ur 8-85         | Foto            | |
| Edmund Meisel                                 | 1894        | 1930       | Dirigent, Komponist, Violinist |                     |                    |                 | nicht erhalten |
| Günter Meisner                                | 1926        | 1994       | Schauspieler, Regisseur |                     | 4-A-20             | Foto            | |
| Krikor Melikyan                               | 1924        | 2023       | Schauspieler, Synchronsprecher |                     |                    |                 | |
| Horst Mendroch                                | 1942        | 2015       | Schauspieler, Hörspielsprecher |                     | 18-M-39            | Foto            | |
| Gerhard Mensch                                | 1880        | 1940       | Maschinenbauer, Bauingenieur |                     | 14-15              | Foto            | |
| Peter Merseburger                             | 1928        | 2022       | Journalist und Schriftsteller |                     |                    | Foto            | |
| Peter Meyer                                   | 1935        | 2015       | Kernphysiker, Politiker (SPD), Mitglied des Berliner Abgeordnetenhauses                                                              |                     |                    | Foto            | |
| Paul Michel                                   | 1877        | 1938       | Architekt, Regierungsbaumeister |                     | 16-F-3             | Foto            | |
| Erwin Milzkott                                | 1913        | 1986       | Soloflötist, Kammervirtuose, Hochschullehrer                                                                                         |                     | 18-A-G             | Foto            | |
| Hermann Minkowski                             | 1864        | 1909       | Mathematiker, Physiker, Hochschullehrer                                                                                              | 1994–2014           | 3-A-30             | Foto            | gemeinsam mit seinem Bruder Oskar Minkowski; Urne 1932 von Göttingen hierher umgebettet                                                                                    |
| Oskar Minkowski                               | 1858        | 1931       | Internist, Diabetesforscher, Hochschullehrer                                                                                         | 1994–2014           | 3-A-30             | Foto            | gemeinsam mit seinem Bruder Hermann Minkowski |
| Carl Mohr                                     | 1878        | 1958       | Architekt |                     | 5-K                |                 | |
| Hella Moja                                    | 1892        | 1937       | Schauspielerin, Filmproduzentin, Drehbuchautorin                                                                                     |                     |                    |                 | nicht erhalten |
| Momme Mommsen                                 | 1907        | 2001       | Philologe, Literaturwissenschaftler, Goethe-Forscher                                                                                 |                     |                    | Foto            | |
| Johanna Moosdorf                              | 1911        | 2000       | Schriftstellerin, Journalistin |                     | 18-L-137           | Foto            | |
| Eduard Mörike                                 | 1877        | 1929       | Dirigent, Pianist, Komponist |                     |                    |                 | Grab 1955 aufgelöst |
| Hans Joachim Moser                            | 1889        | 1967       | Musikwissenschaftler, Komponist, Sänger, Autor                                                                                       |                     | 7-F-6/7            |                 | nicht erhalten |
| Hagen Mueller-Stahl                           | 1926        | 2019       | Regisseur, Schauspieler |                     | 19-D-23/24         | Foto            | |
| Kurt Mühsam                                   | 1882        | 1931       | Journalist, Schriftsteller, Filmkritiker                                                                                             |                     |                    | Foto            | |
| Arthur Müller                                 | 1871        | 1935       | Unternehmer, Erfinder, Pionier der kommerziellen Luftfahrt                                                                           |                     | 5-C-2              |                 | Urne 1941 nach New York umgebettet, Grabstätte 1987 aufgelöst |
| H. H. Müller                                  | 1938        | 2019       | Schauspieler, Synchronsprecher |                     |                    |                 | |
| Hermann Müller                                | 1885        | 1947       | Marathonläufer, Geher, Olympiasieger                                                                                                 | 1962–?              | II-W15-5-28        | Foto            | |
| Mainhardt Graf von Nayhauß                    | 1926        | 2021       | Journalist |                     |                    | Foto            | |
| Klaus Günter Neumann                          | 1920        | 1995       | Kabarettist, Schauspieler, Texter, Komponist, Pianist                                                                                |                     | 18-C-6             | Foto            | |
| Peter Neusel                                  | 1941        | 2021       | Ruderer, Olympiasieger |                     |                    |                 | |
| Walter Neusel                                 | 1907        | 1964       | Boxer |                     | II-W13-227/228     | Foto            | |
| Christel Neusüß                               | 1937        | 1988       | Wirtschaftswissenschaftlerin, Hochschullehrerin                                                                                      |                     |                    | Foto            | |
| Hans Nielsen                                  | 1911        | 1965       | Schauspieler, Synchronsprecher |                     | 19-D-16            |                 | nicht erhalten |
| Erich Nieswandt                               | 1930        | 2008       | Radiomoderator, Reporter, Pressesprecher des SFB                                                                                     |                     |                    |                 | anonymes Grab |
| Edmund Noortwyck                              | 1890        | 1954       | Jurist, Verwaltungsbeamter, Politiker (KPD, CDU)                                                                                     |                     |                    | Foto            | |
| Friedrich Nürnberger                          | 1929        | 2013       | Dermatologe und Hochschullehrer |                     | 6 H 14/15          | Foto            | |
| Hildegard Ochse                               | 1935        | 1997       | Fotografin |                     | II-W8-31           | Foto            | 2019 auf dem Friedhof umgebettet |
| Christine Oesterlein                          | 1924        | 2017       | Schauspielerin |                     |                    |                 | |
| Erich Offermann                               | 1885        | 1930       | Flugzeugkonstrukteur und -pionier |                     |                    |                 | |
| Hans Ossenbach                                | 1874        | 1945       | Schriftsteller |                     |                    | Foto            | |
| Heinz Otterson                                | 1928        | 1979       | Maler, Bildhauer | seit 2001           | 15-162             | Foto            | |
| Albert Panschow                               | 1861        | 1953       | Orthopädie- und Chirurgiemechaniker, Kommunalpolitiker (DVP), Stadtverordneter, Stadtältester                                        | x                   | 8-B-103b/103c      | Foto            | |
| Volker Panzer                                 | 1947        | 2020       | Journalist, TV-Moderator |                     |                    | Foto            | |
| Heinz Pehlke                                  | 1922        | 2002       | Kameramann |                     | 5-G-24/25          | Foto            | |
| Franz-Joseph Peine                            | 1946        | 2021       | Staats- und Verwaltungsjurist, Hochschullehrer                                                                                       |                     |                    | Foto            | |
| Dietrich Pellnitz                             | 1913        | 2004       | Mediziner, Hochschullehrer |                     |                    | Foto            | |
| Hans Pels-Leusden                             | 1908        | 1993       | Maler, Kunsthändler, Galerist, Gründungsdirektor des Käthe-Kollwitz-Museums                                                          |                     | 7-G-20/21          | Foto            | |
| Josef Pelz von Felinau                        | 1895        | 1978       | Schriftsteller, Hörspielautor, Kabarettist                                                                                           | seit 2004           | 8-B-1/2            | Foto            | |
| Ernst Pepping                                 | 1901        | 1981       | Komponist, Musikpädagoge, Hochschullehrer                                                                                            |                     | 20-C-60            | Foto            | |
| Werner Peters                                 | 1918        | 1971       | Schauspieler, Synchronsprecher |                     | II-W13-215/216     | Foto            | |
| Henri Peters-Arnolds                          | 1897        | 1988       | Schauspieler, Theaterregisseur |                     | 18-L-185           | Foto            | |
| Bernd Philipp                                 | 1950        | 2018       | Journalist, Autor |                     |                    |                 | |
| Joachim Piefke                                | 1921        | 2003       | Direktor der BVG |                     | II-Ur 3-227        | Foto            | |
| Bernhard Pierburg                             | 1869        | 1942       | Großhandels-Kaufmann, Unternehmer |                     | 8-B-45/48          | Foto            | halbhohe dreiachsige Grabwand |
| Franziska Pigulla                             | 1964        | 2019       | Schauspielerin, Synchron-, Hörspiel- und Nachrichtensprecherin                                                                       |                     |                    | Foto            | |
| Rainer Pigulla                                | 1928        | 2013       | Schauspieler, Synchronsprecher, Vater von Franziska Pigulla                                                                          |                     | 16-F-1             | Foto            | |
| Felix Pinkus                                  | 1868        | 1947       | Dermatologe, Venerologe, Hochschullehrer                                                                                             |                     | 16-D               |                 | |
| Werner Pittschau                              | 1902        | 1928       | Schauspieler |                     |                    |                 | nicht erhalten |
| Flockina von Platen                           | 1903        | 1984       | Schauspielerin |                     | II-W9-313          | Foto            | |
| Regina Poly                                   | 1942        | 2014       | Landschaftsarchitektin |                     | 16-B-5/6           | Foto            | |
| Ignes Ponto                                   | 1929        | 2020       | Gründerin der Jürgen Ponto-Stiftung zur Förderung junger Künstler                                                                    |                     | I-Erb.-15/15A/15B  | Foto            | zusammen mit ihrem Gatten Jürgen Ponto und ihrem Schwiegersohn Klaus Schultz                                                                                               |
| Jürgen Ponto                                  | 1923        | 1977       | Bankier, Vorstandssprecher Dresdner Bank, von Terroristen der Rote Armee Fraktion ermordet                                           |                     | I-Erb.-15/15A/15B  | Foto            | zusammen mit seiner Gattin Ignes Ponto und seinem Schwiegersohn Klaus Schultz; 2021 vom Waldfriedhof in Ober-Sensbach hierhin umgebettet                                   |
| Roland Posner                                 | 1942        | 2020       | Semiotiker, Linguist, Hochschullehrer                                                                                                |                     | 4-B-8              | Foto            | |
| Klaus Praefcke                                | 1933        | 2013       | Chemiker, Hochschullehrer |                     |                    |                 | |
| Rudolf Preimesberger                          | 1936        | 2025       | Kunsthistoriker, Hochschullehrer |                     |                    |                 | |
| Richard Pribram                               | 1847        | 1928       | Chemiker, Hochschullehrer |                     |                    |                 | nicht erhalten |
| Willibald Pschyrembel                         | 1901        | 1987       | Gynäkologe, Hochschullehrer, Autor des Lexikons Pschyrembel                                                                          |                     | 11-B-6             | Foto            | |
| Charlotte Radspieler                          | 1910        | 1967       | Schauspielerin, Synchronsprecherin                                                                                                   |                     |                    |                 | |
| Helmut Rausch                                 | 1936        | 2013       | Unternehmer und Kunsthistoriker |                     |                    | Foto            | |
| Wolfgang Rautenberg                           | 1936        | 2011       | Mathematiker, Logiker, Hochschullehrer                                                                                               |                     | 5-J-15             | Foto            | |
| Albrecht von Rechenberg                       | 1861        | 1935       | Diplomat, Gouverneur von Deutsch-Ostafrika, Politiker (Zentrum), Reichstagsabgeordneter                                              |                     |                    |                 | nicht erhalten |
| Hans-Michael Rehberg                          | 1938        | 2017       | Schauspieler, Synchronsprecher, Regisseur                                                                                            |                     |                    | Foto            | |
| Günter Rexrodt                                | 1941        | 2004       | Politiker (FDP), Finanzsenator, Bundeswirtschaftsminister                                                                            |                     | 16-A-40/41         | Foto            | |
| Bergrun Richter                               | 1923        | 2019       | Friedensaktivistin, Lehrerin, Frauenrechtlerin                                                                                       |                     | 16-C-57            | Foto            | gemeinsam mit ihrem Gatten Horst-Eberhard Richter |
| Horst-Eberhard Richter                        | 1923        | 2011       | Psychoanalytiker, Psychosomatiker, Sozialphilosoph                                                                                   |                     | 16-C-57            | Foto            | gemeinsam mit seiner Gattin Bergrun Richter |
| Walter Richter                                | 1905        | 1985       | Schauspieler, Hörspielsprecher |                     | II-Wald-11         | Foto            | |
| Günter Riesebrodt                             | 1911        | 1989       | Politiker (CDU), Mitglied des Abgeordnetenhauses                                                                                     |                     |                    | Foto            | |
| Joachim Ringelnatz                            | 1883        | 1934       | Schriftsteller, Kabarettist, Maler                                                                                                   | seit 1984           | 12-D-21            | Foto            | |
| Muschelkalk Ringelnatz                        | 1898        | 1977       | Übersetzerin, Autorin |                     | II-W-G-6           | Foto            | |
| Henning Ritter                                | 1943        | 2013       | Journalist, Essayist, Übersetzer |                     | 16-F-42            | Foto            | |
| Guenter Roese                                 | 1935        | 2015       | Verleger, Kunstmäzen |                     |                    | Foto            | |
| Willi Rose                                    | 1902        | 1978       | Schauspieler, Sänger |                     | II-Ur 10-1-22      | Foto            | gemeinsam mit seiner Gattin Ilse Rose-Vollborn |
| Ilse Rose-Vollborn                            | 1911        | 1974       | Schauspielerin |                     | II-Ur 10-1-22      | Foto            | gemeinsam mit ihrem Gatten Willi Rose |
| Ulrich Roski                                  | 1944        | 2003       | Liedermacher, Kabarettist |                     | 4-B-Böschung-1     | Foto            | |
| Max Saal                                      | 1882        | 1948       | Harfenist, Pianist, Musikpädagoge |                     |                    |                 | nicht erhalten |
| Oscar Sabo                                    | 1881        | 1969       | Schauspieler, Sänger |                     | II-W-Ur 3-36       | Foto            | gemeinsam mit seinem Sohn Oscar Sabo junior |
| Oscar Sabo junior                             | 1922        | 1978       | Schauspieler |                     | II-W-Ur 3-36       | Foto            | gemeinsam mit seinem Vater Oscar Sabo |
| Hans Sahl                                     | 1902        | 1993       | Kritiker, Schriftsteller, Übersetzer                                                                                                 | seit 2018           | II-Ur 8-141        | Foto            | |
| Oskar Sala                                    | 1910        | 2002       | Komponist, Physiker, Entwickler elektronischer Instrumente                                                                           |                     | II-Ur 3-224        | Foto            | |
| Erich Saling                                  | 1925        | 2021       | Gynäkologe, Geburtshelfer, Pionier der Perinatalmedizin                                                                              |                     | 8-B-24/27          | Foto            | |
| Alice Samter                                  | 1908        | 2004       | Komponistin, Musikpädagogin |                     | IV-3-26            | Foto            | |
| Willi Schaeffers                              | 1884        | 1962       | Schauspieler, Kabarettist | 1975–2001           | 15-157             | Foto            | nicht erhalten; Grabstein als Gedenkstein neben dem ursprünglichen Standort platziert                                                                                      |
| Hermann Scheer                                | 1944        | 2010       | Politiker (SPD), Mitglied des Bundestags, Träger des Right Livelihood Award                                                          |                     | 16-A-20/21         | Foto            | |
| Adolf Scheibe                                 | 1895        | 1958       | Physiker, Hochschullehrer |                     | 18-L-24/30         | Foto            | |
| Paul Scheinpflug                              | 1875        | 1937       | Dirigent, Komponist, Generalmusikdirektor der Dresdner Philharmonie                                                                  |                     | 20-B-34            | Foto            | |
| Arnold Schering                               | 1877        | 1941       | Musikwissenschaftler, Musikkritiker, Hochschullehrer                                                                                 |                     |                    |                 | nicht erhalten |
| Otto Schieder                                 | 1938        | 1998       | Biologe, Züchtungsforscher, Hochschullehrer                                                                                          |                     | II-W7-7/8          | Foto            | |
| Marcellus Schiffer                            | 1892        | 1932       | Grafiker, Maler, Chansontexter, Librettist                                                                                           |                     | 4-A-62/53          | Foto            | |
| Hermann Schmidt                               | 1894        | 1968       | Physiker, Kybernetiker, Hochschullehrer                                                                                              |                     | 14                 | Foto            | |
| Jörn-Peter Schmidt-Thomsen                    | 1936        | 2005       | Architekt, Hochschullehrer |                     | II-Wald-21f        | Foto            | |
| Rudolf J. Schmitt                             | 1925        | 2016       | Grafikdesigner, Maler |                     | II-W-C-12          | Foto            | |
| Heinrich Schnee                               | 1871        | 1949       | Jurist, Verbandsfunktionär, Politiker (DVP, NSDAP), Reichstagsabgeordneter, Autor, Kolonialbeamter, Gouverneur von Deutsch-Ostafrika |                     | I-Wald-14          | Foto            | |
| Klaus J. Schoen                               | 1931        | 2018       | Maler |                     |                    | Foto            | |
| Sigmar Schollak                               | 1930        | 2012       | Journalist, Kinderbuchautor, Aphoristiker                                                                                            |                     | 18-H-7/8           | Foto            | |
| Edith Schollwer                               | 1904        | 2002       | Schauspielerin, Kabarettistin (Die Insulaner), Sängerin                                                                              | seit 2021           | 12-B-32/33         | Foto            | Grabplatte mit der Inschrift „Hier ruht die letzte Insulanerin“ |
| August Scholtis                               | 1901        | 1969       | Schriftsteller, Journalist | 1970–2021           | 6-B-9              | Foto            | |
| Gustav „Bubi“ Scholz                          | 1930        | 2000       | Boxer |                     | 14-42              | Foto            | wurde vom Waldfriedhof Zehlendorf hierher umgebettet |
| Hans Scholz                                   | 1911        | 1988       | Schriftsteller, Journalist, Maler |                     | 5-C-7              | Foto            | |
| Margarete Schön                               | 1895        | 1985       | Schauspielerin, Synchronsprecherin                                                                                                   |                     | II-Ur 6-347        | Foto            | gemeinsam mit ihrem Gatten Robert Dinesen |
| Jochen Schröder                               | 1927        | 2023       | Schauspieler, Synchronsprecher |                     |                    |                 | |
| Hannelore Schroth                             | 1922        | 1987       | Schauspielerin, Synchronsprecherin                                                                                                   |                     | 16-J-27            | Foto            | gemeinsam mit ihrer Mutter Käthe Haack |
| Peter Schubert                                | 1929        | 2021       | Maler |                     |                    | Foto            | |
| Carl Schuhmann                                | 1869        | 1946       | Sportler, Olympiasieger | seit 1990           | II-W7-48           | Foto            | |
| Johannes Heinrich Schultz                     | 1884        | 1970       | Psychiater, Psychotherapeut, Hochschullehrer, Mitbegründer des Autogenen Trainings                                                   |                     | II-W2-40           | Foto            | |
| Klaus Schultz                                 | 1947        | 2014       | Dramaturg, Intendant |                     | I-Erb.-15/15A/15B  | Foto            | zusammen mit seinen Schwiegereltern Ignes und Jürgen Ponto |
| Werner Schultz                                | 1878        | 1944       | Internist, Hämatologe, Hochschullehrer                                                                                               |                     | 18-A-G             | Foto            | Urne vom Südwestfriedhof Stahnsdorf hierher umgebettet |
| Heinrich Schulz                               | 1872        | 1932       | Reformpädagoge, Politiker (SPD), Wegbereiter der Stenografie, Reichstagsabgeordneter                                                 |                     |                    |                 | nicht erhalten |
| Hermann Schwerin                              | 1902        | 1970       | Jurist, Manager in der Filmbranche, Produzent                                                                                        |                     | 18-L-228/229       | Foto            | gemeinsam mit seiner Gattin Grethe Weiser |
| Günther Schwerkolt                            | 1907        | 1997       | Schauspieler, Kabarettist, Synchronsprecher, Komponist, Autor                                                                        |                     |                    | Foto            | |
| Guido Seeber                                  | 1879        | 1940       | Kameramann, Fotograf, Filmpionier, Filmhistoriker                                                                                    |                     | 8-C-53             | Foto            | nicht erhalten; Grabstein als Gedenkstein neben dem ursprünglichen Standort platziert                                                                                      |
| Walter Sickert                                | 1919        | 2013       | Politiker (SPD), Gewerkschafter, Präsident des Abgeordnetenhauses                                                                    |                     |                    | Foto            | |
| Wilhelm Siegert                               | 1872        | 1929       | Offizier, Inspekteur der Fliegertruppen im Ersten Weltkrieg                                                                          |                     |                    | Foto            | |
| Hans Sixtus                                   | 1907        | 1975       | Manager und Verbandsfunktionär in der Brauereibranche                                                                                |                     | II-Wald-22         | Foto            | |
| Otto Spalding                                 | 1863        | 1945       | Architekt, Baubeamter |                     |                    | Foto            | |
| Wolfgang Spier                                | 1920        | 2011       | Regisseur, Schauspieler, Kabarettist (Die Stachelschweine, Die Wühlmäuse), Synchronsprecher, TV-Moderator                            |                     | 16-G-24/25         | Foto            | |
| Günter Spur                                   | 1928        | 2013       | Ingenieurwissenschaftler, Hochschullehrer                                                                                            |                     | II-Wald-10-32A/32B | Foto            | |
| Jockel Stahl                                  | 1911        | 1957       | Tänzer, Choreograf |                     | 18-L-4             | Foto            | gemeinsam mit seiner Gattin Liselotte Köster |
| Ingrid Stahmer                                | 1942        | 2020       | Politikerin (SPD), Senatorin, Bürgermeisterin von Berlin                                                                             |                     |                    | Foto            | |
| Meinhard Starostik                            | 1949        | 2018       | Rechtsanwalt, Richter am Verfassungsgerichtshof des Landes Berlin                                                                    |                     | 18-K-114           | Foto            | |
| Leonard Steckel                               | 1901        | 1971       | Schauspieler, Hörspielsprecher, Hörspielregisseur                                                                                    | seit 1997           | II-W-C-34          | Foto            | |
| Harry Steier                                  | 1878        | 1936       | Opernsänger (Tenor), Chorleiter, Musikpädagoge                                                                                       |                     | 12-B-19/20         | Foto            | gemeinsam mit seinem Schwiegersohn Kurt Wendlandt |
| Max Steinthal                                 | 1850        | 1940       | Bankier, Direktor und Aufsichtsratsvorsitzender der Deutschen Bank, Kunstsammler                                                     |                     | Erb. 2-D           | Foto            | |
| Ralf Steudel                                  | 1937        | 2021       | Chemiker, Hochschullehrer |                     |                    | Foto            | |
| Otto Stoeckel                                 | 1873        | 1958       | Schauspieler, Synchronsprecher, Hörspielsprecher                                                                                     |                     | II-Ur 6-129a       | Foto            | |
| Kurt Stöpel                                   | 1908        | 1997       | Radrennfahrer, erster deutscher Etappensieger und Träger des Gelben Trikots bei der Tour de France                                   |                     | II-W13-86/87       |                 | |
| Georg Süßenguth                               | 1862        | 1947       | Architekt |                     |                    |                 | nicht erhalten |
| Ludwig Suthaus                                | 1906        | 1971       | Opernsänger (Tenor) |                     | II-Ur 3-124        | Foto            | |
| Johannes Szelinski                            | 1911        | 2003       | Journalist, Autor und Regisseur in der Filmsynchronisation                                                                           |                     | II-W4-38           | Foto            | gemeinsam mit seiner Gattin Katharina Szelinski-Singer |
| Katharina Szelinski-Singer                    | 1918        | 2010       | Bildhauerin |                     | II-W4-38           | Foto            | gemeinsam mit ihrem Gatten Johannes Szelinski |
| Karol Szreter                                 | 1898        | 1933       | Pianist |                     |                    |                 | nicht erhalten |
| Rolf Szymanski                                | 1928        | 2013       | Bildhauer, Hochschullehrer |                     | II-W1-2/3          | Foto            | Grabdenkmal von Szymanski selbst gestaltet |
| Heinrich Teller                               | 1910        | 2008       | Dermatologe, Hochschullehrer |                     |                    | Foto            | |
| Sylke Tempel                                  | 1963        | 2017       | Politologin, Journalistin |                     |                    | Foto            | |
| Walter Thieme                                 | 1878        | 1945       | evangelischer Theologe, Stadtmissionsdirektor, Pfarrer der Bekennenden Kirche                                                        |                     |                    |                 | nicht erhalten |
| Georg Thomas                                  | 1890        | 1946       | Militär, General der Infanterie, Chef des Wehrwirtschafts- und Rüstungsamts                                                          |                     |                    | Foto            | |
| Jakob Tiedtke                                 | 1875        | 1960       | Schauspieler |                     | II-Ur 6-129-G      | Foto            | |
| Reinhold W. Timm                              | 1931        | 2001       | Maler, Pressezeichner, Karikaturist                                                                                                  |                     |                    | Foto            | |
| Willy Trenk-Trebitsch                         | 1902        | 1983       | Schauspieler |                     | II-Ur 6-437        |                 | |
| Ludwig Trepl                                  | 1946        | 2016       | Biologe, Hochschullehrer |                     |                    |                 | |
| Franz Triebsch                                | 1870        | 1956       | Maler |                     | 7-A                | Foto            | |
| Franz Tumler                                  | 1912        | 1998       | Schriftsteller |                     | 12-D-5             | Foto            | |
| Otto Uhlitz                                   | 1923        | 1987       | Verwaltungsjurist, Kommunalpolitiker (SPD), Senatsdirektor                                                                           |                     |                    | Foto            | Grabdenkmal in Form eines Säulenstumpfes von Günter Anlauf |
| Robert Ulich                                  | 1890        | 1977       | Beamter, Germanist, Erziehungswissenschaftler, Hochschullehrer                                                                       |                     | I-Erb.-Mauer-11-13 | Foto            | gemeinsam mit seiner ersten Gattin Else Ulich-Beil |
| Else Ulich-Beil                               | 1886        | 1965       | Politikerin (DDP), Frauenrechtlerin, Mitglied des sächsischen Landtags                                                               |                     | I-Erb.-Mauer-11-13 | Foto            | gemeinsam mit ihrem früheren Gatten Robert Ulich |
| Heinz Uth                                     | 1936        | 2016       | Polizeibeamter, erster Homosexuellenbeauftragter der deutschen Polizei                                                               |                     | 13-A-23/24         | Foto            | |
| Dinorah Varsi                                 | 1939        | 2013       | Pianistin |                     | I-16-C-12          | Foto            | |
| Klaus J. Vetter                               | 1916        | 1974       | Physikochemiker, Hochschullehrer |                     | 18-L-45            | Foto            | |
| Alexander Voelker                             | 1913        | 2001       | Politiker (SPD), Mitglied des Abgeordnetenhauses, Stadtältester                                                                      | x                   | 8-B-42             | Foto            | |
| August Vogel                                  | 1859        | 1932       | Bildhauer, Medailleur |                     | 4-A-6-1            |                 | nicht erhalten |
| Johann Heinrich Vogel                         | 1862        | 1930       | Chemiker, Agrarwissenschaftler, Hochschullehrer                                                                                      |                     |                    |                 | |
| Walter Volle                                  | 1913        | 2002       | Ruderer, Olympiasieger, Sportfunktionär                                                                                              |                     | 6-F-30             | Foto            | |
| Horst Wagner                                  | 1931        | 2011       | Politiker (SPD), Gewerkschafter, Mitglied des Berliner Abgeordnetenhauses, Senator für Verkehr                                       |                     | 18-L-198a          | Foto            | |
| Eduard Wandrey                                | 1899        | 1974       | Schauspieler, Synchronsprecher |                     | II-W12-90/91       | Foto            | |
| Peter Wapnewski                               | 1922        | 2012       | Mediävist, Germanist, Hochschullehrer                                                                                                |                     | 20-Wald-1e         | Foto            | |
| Annemarie Weber                               | 1918        | 1991       | Buchhändlerin, Journalistin, Schriftstellerin                                                                                        |                     | II-Ur 6-332        | Foto            | |
| Paul Wegener                                  | 1874        | 1948       | Schauspieler, Regisseur, Produzent                                                                                                   | seit 1975           | 4-B-Böschung       | Foto            | gemeinsam mit seinem Sohn Peter Wegener |
| Peter Wegener                                 | 1917        | 2008       | Physiker, Hochschullehrer |                     | 4-B-Böschung       | Foto            | gemeinsam mit seinem Vater Paul Wegener |
| Kurt Wegner                                   | 1898        | 1964       | Verlagsbuchhändler, Politiker (SPD), Mitglied des Reichstags, Bürgermeister des Bezirks Charlottenburg                               | 1965–2017           | 12-D-19/20         | Foto            | |
| Grethe Weiser                                 | 1903        | 1970       | Schauspielerin | seit 1978           | 18-L-228/229       | Foto            | gemeinsam mit ihrem Gatten Hermann Schwerin |
| Kurt Wendlandt                                | 1917        | 1998       | Kunstmaler, Grafiker, Autor, Buchillustrator                                                                                         |                     | 12-B-19/20         | Foto            | gemeinsam mit seinem Schwiegervater Harry Steier |
| Ingeborg Westphal                             | 1946        | 2012       | Schauspielerin |                     | II-Ur 1-205        | Foto            | |
| Stefan Wewerka                                | 1928        | 2013       | Bildhauer, Architekt, Designer |                     | Erb.-5-A-3         | Foto            | |
| Dorothea Wieck                                | 1908        | 1986       | Schauspielerin |                     | 19-A               | Foto            | |
| Heinz Wiegmann                                | 1908        | 1986       | Mediziner |                     | II-W13-148         | Foto            | |
| Friederike Wieking                            | 1891        | 1958       | Kriminalbeamtin, Referatsleiterin im RSHA                                                                                            |                     |                    |                 | |
| Bernhard Wilpert                              | 1936        | 2007       | Psychologe, Hochschullehrer |                     |                    |                 | |
| Agnes Windeck                                 | 1888        | 1975       | Schauspielerin, Synchronsprecherin                                                                                                   | seit 2004           | 18-K-122           | Foto            | |
| Hans Maria Wingler                            | 1920        | 1984       | Kunsthistoriker, Gründungsdirektor des Bauhaus-Archivs                                                                               |                     | 7-D-10/11          | Foto            | im ehemaligen Erbbegräbnis der Familie von Max Cassirer; Grabwand aus Muschelkalkstein von Ernst Lessing mit Relieffriesen nach Zeichnungen von August Gaul                |
| Agathe Winkler                                | 1925        | 2013       | Schauspielerin, Malerin |                     | II-W9-142          | Foto            | |
| Karsten Witte                                 | 1944        | 1995       | Filmwissenschaftler, Hochschullehrer                                                                                                 | seit 2021           | I-Ur-36            | Foto            | |
| Jürgen Wohlrabe                               | 1936        | 1995       | Politiker (CDU), Filmproduzent, Mitglied des Bundestags und des Abgeordnetenhauses                                                   |                     | I-Erb.-Mauer-6-10  | Foto            | unterhalb der Friedhofskapelle, schlanker Obelisk als Grabdenkmal |
| Josef Wolfsthal                               | 1899        | 1931       | Violinist, Violinpädagoge, Konzertmeister                                                                                            |                     |                    |                 | nicht erhalten |
| Gustav Wunderwald                             | 1882        | 1945       | Maler, Bühnenbildner |                     |                    |                 | Grab 1970 aufgelöst |
| Klausjürgen Wussow                            | 1929        | 2007       | Schauspieler, Synchronsprecher |                     | Erb.-2-D-2a/2b     | Foto            | |
| Klaus von Wysocki                             | 1925        | 2012       | Wirtschaftswissenschaftler, Hochschullehrer                                                                                          |                     |                    |                 | |
| Hermann Zangemeister                          | 1874        | 1937       | Vorsitzender der Berliner Nordsüdbahn AG, Direktor der BVG                                                                           |                     |                    |                 | nicht erhalten |
| Martin Zickel                                 | 1876        | 1932       | Regisseur, Theaterleiter |                     |                    |                 | nicht erhalten |
| Klaus W. Zimmermann                           | 1944        | 2012       | Volkswirtschaftler, Hochschullehrer                                                                                                  |                     | II-Wald-25-A/B     | Foto            | |
| Michael Zimmermann                            | 1941        | 1994       | Musikwissenschaftler |                     |                    | Foto            | |
| Friedrich Zipfel                              | 1920        | 1978       | Historiker, Hochschullehrer |                     | II-W7-6            | Foto            | |
| Augusta von Zitzewitz                         | 1880        | 1960       | Malerin, Grafikerin |                     | II-W12-300         | Foto            | |
| Franz Zwick                                   | 1863        | 1932       | Architekt |                     | 19-M               | Foto            | |

## Gedenken an weitere Persönlichkeiten

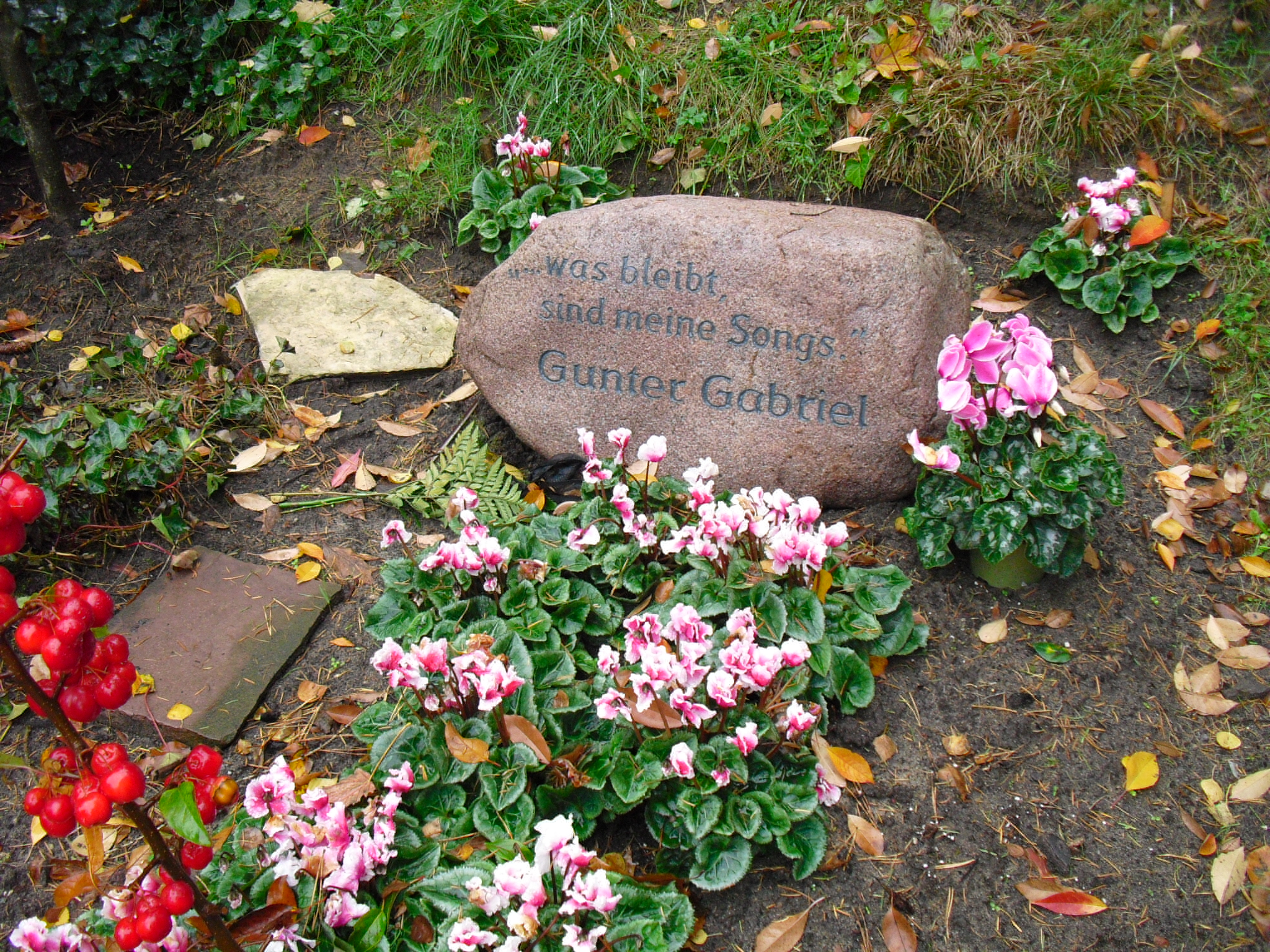
Gedenkstein für Gunter Gabriel

An folgende, nicht dort beigesetzte Personen wird auf dem Friedhof Heerstraße erinnert:
- Gertrud Bäumer (1873–1954), Pädagogin, Politikerin (DDP), Reichstagsmitglied, Frauenrechtlerin, Schriftstellerin – Inschrift in memoriam am Grab ihrer Lebensgefährtin Helene Lange (Grablage: 5-A-1); Bäumer wurde in Bielefeld beigesetzt
- Max Cassirer (1857–1943), Unternehmer, Kommunalpolitiker, Kunstmäzen, Ehrenbürger Charlottenburgs – Gedenktafel auf dem Grab von Hans Maria Wingler, der ehemaligen Grabstätte von Cassirers Gattin Hedwig und seines Sohns Max (Grablage: 7-D-10/11); Cassirer starb im Exil in Wales, seine letzte Ruhestätte auf dem Friedhof des Dorfes Llanelltyd (Gwynedd County) ist nicht markiert
- Gunter Gabriel (1942–2017), Schlagersänger, Komponist, Texter – Gedenkstein in Form eines Grabsteins mit der Inschrift „… was bleibt, sind meine Songs.“ (Abt. 6-H); Gabriel wurde seebestattet